# Liste der denkmalgeschützten Objekte in Innsbruck-Innsbruck/L–Z
Die Liste der denkmalgeschützten Objekte in Innsbruck-Innsbruck/L–Z enthält die denkmalgeschützten, unbeweglichen Objekte der Innsbrucker Katastralgemeinde Innsbruck (Stadtteile Innenstadt, Mariahilf-St. Nikolaus, Dreiheiligen-Schlachthof und Saggen) mit den Straßennamen von L bis Z.

## Denkmäler
| Foto  |                 | Denkmal | Standort                                               | Beschreibung | Metadaten |
| ----- | --------------- | --- | ------------------------------------------------------ | --- | --- |
| ja    | Datei hochladen | Stockerhaus HERIS-ID: 39437 Objekt-ID: 39189 TKK: 116111                                                                         | Maria-Theresien-Straße 1 Standort KG: Innsbruck        | Zwei Häuser aus dem 15. bzw. 16. Jahrhundert wurden 1732 zu diesem repräsentativen viergeschoßigen Gebäude mit barocker Fassade und Krüppelwalmgiebel umgebaut. Im Inneren haben sich ein Kellergewölbe aus dem 16. Jahrhundert und eine barocke Treppenanlage erhalten. | BDA-Hist.: Q37989358 Status: Bescheid Stand der BDA-Liste: 2025-06-30 Name: Stockerhaus GstNr.: .564 Stockerhaus, Innsbruck |
| ja    | Datei hochladen | Spitalskirche zum hl. Geist HERIS-ID: 55531 Objekt-ID: 64221 TKK: 116120seit 2013                                                | Maria-Theresien-Straße 2 Standort KG: Innsbruck        | Die Kirche des seit 1315 bestehenden Stadtspitals wurde 1700/01 nach Plänen von Johann Martin Gumpp dem Älteren anstelle eines gotischen Vorgängerbaus errichtet. Die Fassade ist durch Sockel, Pilaster, Gebälk und zwei barocke Portale mit ionischen Säulen und gesprengten Giebeln gestaltet. Das Innere ist durch reiche Akanthusstuckaturen von 1701–1704 geprägt. Die Deckenfresken wurden nach Bombenschäden des Zweiten Weltkriegs 1962 von Hans Andre neu gemalt. | BDA-Hist.: Q626388 Status: Bescheid Stand der BDA-Liste: 2025-06-30 Name: Spitalskirche zum hl. Geist GstNr.: .483 Spitalskirche (Innsbruck) |
| ja    | Datei hochladen | Bürgerhaus HERIS-ID: 39438 Objekt-ID: 39190 TKK: 116127                                                                          | Maria-Theresien-Straße 3 Standort KG: Innsbruck        | Das schmale fünfgeschoßige Bürgerhaus wurde 1447 erstmals urkundlich genannt. Die Fassade ist mit einem dreiseitigen Polygonalerker über drei Geschoße versehen. Im Inneren haben sich Reste des alten tonnengewölbten Erdgeschoßflures und eine tonnengewölbte, einarmige Treppe erhalten. | BDA-Hist.: Q37989369 Status: Bescheid Stand der BDA-Liste: 2025-06-30 Name: Bürgerhaus GstNr.: .563 Maria-Theresien-Straße 3 (Innsbruck) |
| ja    | Datei hochladen | Ehem. Palais Lodron/Greilhaus HERIS-ID: 39439 Objekt-ID: 39191 TKK: 116145                                                       | Maria-Theresien-Straße 7 Standort KG: Innsbruck        | Josef Nikolaus Graf Lodron hat 1744 zwei an dieser Stelle stehende Bürgerhäuser erworben und sie noch vor 1749 einheitlich als Rokokopalais umbauen lassen. Aus dieser Zeit stammt auch das Medaillon in der Höhe des ersten Stockes mit der Reliefdarstellung des Innsbrucker Mariahilf-Gnadenbildes als Schutzpatronin des Hauses. Nach 1795 wechselte das Palais mehrmals den Besitzer und befand sich ab 1870 im Eigentum der Familie bzw. des bekannten Innsbrucker Bürgermeisters von 1896 bis 1923 Wilhelm Greil. | BDA-Hist.: Q37989380 Status: Bescheid Stand der BDA-Liste: 2025-06-30 Name: Ehem. Palais Lodron/Greilhaus GstNr.: .560 Palais Lodron/Greilhaus, Innsbruck |
| ja    | Datei hochladen | Bürgerhaus Delevo HERIS-ID: 39440 Objekt-ID: 39192 TKK: 116147                                                                   | Maria-Theresien-Straße 9 Standort KG: Innsbruck        | Das schmale, fünfgeschoßige gotische Bürgerhaus weist einen Polygonalerker, einen geschwungenen Giebel und ein breit abgeschrägtes Hausteinportal auf. Die Reliefs in den Brüstungsfeldern wurden 1925 von Andreas Einberger geschaffen. Im Inneren und Äußeren, besonders im ebenerdigen Gastlokal, haben sich Baudetails des 15. und 16. Jahrhunderts erhalten. Der schmale Flur ist tonnengewölbt mit Gratnetz, im ersten Obergeschoß tonnengewölbt mit Stichkappen. | BDA-Hist.: Q37989389 Status: Bescheid Stand der BDA-Liste: 2025-06-30 Name: Bürgerhaus Delevo GstNr.: .559 Bürgerhaus Delevo, Innsbruck |
| ja    | Datei hochladen | Wohn- und Geschäftshaus HERIS-ID: 80507 Objekt-ID: 94248 TKK: 116112seit 2014                                                    | Maria-Theresien-Straße 10 Standort KG: Innsbruck       | Das schmale, fünfgeschoßige Jugendstilhaus wurde 1909 nach Plänen von Matthias Wolff errichtet. Erdgeschoß und erstes Obergeschoß werden von einem monumentalen Bogen mit Goldmosaikhintergrund umrahmt. Über das zweite und dritte Obergeschoß erstreckt sich ein von Pilastern flankierter Polygonalerker mit Mosaikdekor am Erkerfuß und zwischen den beiden Erkergeschoßen (Madonna, flankiert vom Stadtwappen und dem Tiroler Adler). Darauf befindet sich ein Korbgitterbalkon. | BDA-Hist.: Q38173944 Status: Bescheid Stand der BDA-Liste: 2025-06-30 Name: Wohn- und Geschäftshaus GstNr.: .488 Maria-Theresien-Straße 10 (Innsbruck) |
| ja    | Datei hochladen | Bürgerhaus Breinössl HERIS-ID: 59842 Objekt-ID: 71461 TKK: 116114                                                                | Maria-Theresien-Straße 12, 14 Standort KG: Innsbruck   | Das Gebäude wurde 1907 nach Plänen von Anton Dittrich aus zwei spätgotischen Häusern errichtet. Die bewegte Fassade ist mit Erkern, Balkonen, Loggien, Turm und Attika gestaltet. Neben dem gewölbten Erdgeschoßdurchgang befindet sich ein Pfeiler mit einem Mosaik von Max Weiler von 1956. | BDA-Hist.: Q38088918 Status: Bescheid Stand der BDA-Liste: 2025-06-30 Name: Bürgerhaus Breinössl GstNr.: .490 Bürgerhaus Breinössl, Maria-Theresien-Straße 12, 14 |
| ja    | Datei hochladen | Bürgerhaus mit Stöcklgebäude HERIS-ID: 80415 Objekt-ID: 94151 TKK: 116115seit 2014                                               | Maria-Theresien-Straße 13 Standort KG: Innsbruck       | Das fünfgeschoßige, breite Bürgerhaus wurde im 18. Jahrhundert anstelle des seit dem 14. Jahrhundert bestehenden „Bades in der Neustadt“ errichtet. Die Fassade ist durch Pilaster und Gesimse gegliedert, die drei Mittelachsen werden durch einen geschwungenen Giebel mit geschweifter Dachbodenluke bekrönt. Im Inneren finden sich teilweise reich dekorierte und profilierte Stuckdecken aus dem 18. Jahrhundert. Im Keller finden sich Elemente (Gewölbe, Balkendecken, Koppensteinböden, abgefastes Breccieportal, Brecciesäule und verbauter Rundpfeiler), die bis in die Zeit des Bades zurückgehen. | BDA-Hist.: Q38173725 Status: Bescheid Stand der BDA-Liste: 2025-06-30 Name: Bürgerhaus mit Stöcklgebäude GstNr.: .555/1 Maria-Theresien-Straße 13 (Innsbruck) |
| ja    | Datei hochladen | Gasthaus Alt Insprugg HERIS-ID: 39441 Objekt-ID: 39193 TKK: 116117                                                               | Maria-Theresien-Straße 16 Standort KG: Innsbruck       | Das aus dem 15. Jahrhundert stammende Haus wurde in der Barockzeit und 1906 umgebaut. An der gotisierenden Fassade befinden sich holzgeschnitzte Kopien der Statuen Artus’ und Theoderichs aus der Innsbrucker Hofkirche. Seit 2017 befindet sich hier ein Hard Rock Cafe. | BDA-Hist.: Q37989397 Status: Bescheid Stand der BDA-Liste: 2025-06-30 Name: Gasthaus Alt Insprugg GstNr.: .491 Alt Insprugg |
| ja    | Datei hochladen | Rathaus (Altbau) HERIS-ID: 58271 Objekt-ID: 68811 TKK: 116119seit 2013                                                           | Maria-Theresien-Straße 18 Standort KG: Innsbruck       | Drei gotische Bürgerhäuser wurden Anfang des 18. Jahrhunderts nach Plänen von Johann Martin Gumpp dem Älteren zum barocken Palais Künigl umgebaut. 1848 wurde es ins Hotel d'Autriche umgewandelt und mit einer klassizistischen Fassade versehen. Seit 1897 dient das Gebäude als Rathaus. | BDA-Hist.: Q1400334 Status: Bescheid Stand der BDA-Liste: 2025-06-30 Name: Rathaus (Altbau) GstNr.: .492 Innsbruck Town Hall |
| ja    | Datei hochladen | Annasäule HERIS-ID: 80508 Objekt-ID: 94249 TKK: 15447seit 2013                                                                   | vor Maria-Theresien-Straße 18 Standort KG: Innsbruck   | Die Annasäule wurde 1706 als Dank für den Abzug der bayrischen Truppen nach dem Bayrischen Rummel am Annatag des Jahres 1703 errichtet. Die Säule wurde von Cristoforo Benedetti aus rotem Kramsacher Marmor geschaffen. Sie wird von einer Mondsichelmadonna bekrönt, auf dem Sockel befinden sich die Statuen der Heiligen Anna, Kassian, Vigilius und Georg. | BDA-Hist.: Q564625 Status: Bescheid Stand der BDA-Liste: 2025-06-30 Name: Annasäule GstNr.: 1051 Annasäule (Innsbruck) |
| ja    | Datei hochladen | Bürgerhaus HERIS-ID: 59617 Objekt-ID: 71048 TKK: 116121seit 2014                                                                 | Maria-Theresien-Straße 20 Standort KG: Innsbruck       | Das schmale, fünfgeschoßige, dreiachsige, weit in die Tiefe reichende Bürgerhaus mit Stöcklgebäude und Verbindungstrakt stammt im Kern aus dem 14. Jahrhundert, wurde im 16. Jahrhundert erweitert und im 19. Jahrhundert aufgestockt. An der Fassade weist es einen breiten Polygonalerker über drei Geschoße auf. Im Inneren haben sich ein Rundbogenportal aus Höttinger Breccie und Räume mit Tonnen- und Kreuzgewölben erhalten. | BDA-Hist.: Q38087940 Status: Bescheid Stand der BDA-Liste: 2025-06-30 Name: Bürgerhaus GstNr.: .496/1 Maria-Theresien-Straße 20 |
| ja    | Datei hochladen | Bürgerhaus HERIS-ID: 39442 Objekt-ID: 39194 TKK: 116123                                                                          | Maria-Theresien-Straße 22 Standort KG: Innsbruck       | Das fünfgeschoßige Bürgerhaus stammt im Kern aus dem 16./17. Jahrhundert. Es weist einen dreiseitigen Polygonalerker über drei Geschoße und ein Renaissanceportal mit Kämpfer und Keilstein auf. Die neoklassizistische Fassadenmalerei mit einem Porträt Kaiserin Maria Theresias wurde 1908 von Raphael Thaler geschaffen. | BDA-Hist.: Q37989412 Status: Bescheid Stand der BDA-Liste: 2025-06-30 Name: Bürgerhaus GstNr.: .497/1 Maria-Theresien-Straße 22 |
| ja    | Datei hochladen | Wohn- und Geschäftshaus HERIS-ID: 80540 Objekt-ID: 94282 TKK: 116125seit 2019                                                    | Maria-Theresien-Straße 24 Standort KG: Innsbruck       | Das fünfgeschoßige Eckhaus zur Anichstraße mit kuppelbekrönter Eckrundung wurde 1889–1893 nach Plänen von Max Haas in einem späthistoristischen Stil errichtet. Erdgeschoß und erstes Obergeschoß sind zu einem massigen Unterbau mit plastischen Diamantquadern zusammengefasst. Die Obergeschoße sind mit barockisierenden Fensterrahmungen, geschweiften oder gesprengten Giebelbekrönungen und korinthischen Pilastern gegliedert. Im zweiten Obergeschoß verläuft ein auf wuchtigen Volutenkonsolen ruhender Steinbalkon mit Schmiedeeisengeländer. Die Attika mit querovalen Dachluken und Rundgiebeln wird von einem geschweifter Tambour mit Kuppel bekrönt. Im Inneren weist das Stiegenhaus eine zweiarmige Marmortreppe mit Schmiedeeisengeländer mit barockisierenden Motiven auf. | BDA-Hist.: Q99522080 Status: Bescheid Stand der BDA-Liste: 2025-06-30 Name: Wohn- und Geschäftshaus GstNr.: .500/1, .500/2, 1051, 1211/3 Maria-Theresien-Straße 24 (Innsbruck)                                                                                       |
| ja    | Datei hochladen | Wohn- und Geschäftshaus HERIS-ID: 80421 Objekt-ID: 94159 TKK: 116124seit 2015                                                    | Maria-Theresien-Straße 25 Standort KG: Innsbruck       | Das aus dem 16. Jahrhundert stammende Haus am Durchgang zum Sparkassenplatz wurde 1933 nach Plänen von Theodor und Wilhelm Nikolaus Prachensky umgebaut. In der Mittelachse reicht ein breiter Rechteckerker über drei Geschoße, dessen Fenster werden von Plastiken von Hans Andre eingerahmt. | BDA-Hist.: Q38173734 Status: Bescheid Stand der BDA-Liste: 2025-06-30 Name: Wohn- und Geschäftshaus GstNr.: .549, .550/1 Maria-Theresien-Straße 25 |
| ja    | Datei hochladen | Zelgerhaus HERIS-ID: 80544 Objekt-ID: 94286 TKK: 116129seit 2014                                                                 | Maria-Theresien-Straße 32 Standort KG: Innsbruck       | Das fünfgeschoßige Eckhaus zur Anichstraße wurde 1911 nach Plänen von Josef Retter errichtet und folgt in der Baugruppengliederung dem Heimatstil. Die Fassaden sind mit Risaliten, Erkern und Balkonen reich gegliedert und im Stil des Neoempire gestaltet, an der Brüstung des Breiterkers zur Maria-Theresien-Straße befindet sich ein Medaillon mit einer Madonnendarstellung. Das Stiegenhaus ist mit halbhoher Originalverfliesung, einer zweiarmigen Marmortreppe, Schmiedeeisengeländern und Fliesenboden versehen. | BDA-Hist.: Q38174067 Status: Bescheid Stand der BDA-Liste: 2025-06-30 Name: Zelgerhaus GstNr.: .503 Zelgerhaus, Innsbruck |
| ja    | Datei hochladen | Tschonerhaus HERIS-ID: 39444 Objekt-ID: 39196 TKK: 116131                                                                        | Maria-Theresien-Straße 34 Standort KG: Innsbruck       | Für das viergeschoßige, breite Adelshaus wurden in der Barockzeit zwei älteren Gebäude zusammengefügt, von dem eines 1588 im Besitz des Hofkanzlers Friedrich Altstetter war. Im 18. Jahrhundert war es im Besitz der Grafen Rost und Enzenberg. Der übergiebelte Mittelteil wird auf beiden Seiten von Breiterkern begrenzt, die von Breccie-Rundsäulen mit quadratischen Sockeln und Kämpfern getragen werden. Die Fassade ist durch Gesimse und Faschenrahmung gegliedert. | BDA-Hist.: Q37989421 Status: Bescheid Stand der BDA-Liste: 2025-06-30 Name: Tschonerhaus GstNr.: .507 Tschonerhaus |
| ja    | Datei hochladen | Bankgebäude, Creditanstalt HERIS-ID: 55532 Objekt-ID: 64222 TKK: 116132seit 2014                                                 | Maria-Theresien-Straße 36 Standort KG: Innsbruck       | Das palaisartige viergeschoßige Bankgebäude wurde 1905/06 nach Plänen von Ludwig Lutz errichtet. Die Fassade ist mit Lisenen, Korbbogenbalkone und einem Dreiecksgiebel gestaltet. Das Giebelfeld zeigt ein Steinrelief mit den Allegorien für Handel und Industrie, es wird von Vasen flankiert und von einem Adler bekrönt. Auch die Rückseite des Gebäudes ist mit einem polygonalen Steinerker, Stuckkartuschen und Balkonen mit Schmiedeeisengittern aufwändig gestaltet. Der neoklassizistische Erdgeschoßflur weist ein kassettiertes Tonnengewölbe, das Stiegenhaus eine dreiarmige gerade Treppe mit Schmiedeeisengeländer und intarsierten Steinböden auf. | BDA-Hist.: Q38066084 Status: Bescheid Stand der BDA-Liste: 2025-06-30 Name: Bankgebäude, Creditanstalt GstNr.: 304 Bankgebäude, Maria-Theresien-Straße 36 |
| ja    | Datei hochladen | Palais Trapp/Wolkenstein HERIS-ID: 39445 Objekt-ID: 39197 TKK: 116134                                                            | Maria-Theresien-Straße 38 Standort KG: Innsbruck       | Der 1625 von Berchtold Freiherrn von Wolkenstein erbaute Ansitz „Wolkenburg“ wurde 1700 zu einem Barockpalais umgestaltet. Die Anlage mit U-förmigem Grundriss, Vestibül und barockem Garten ist typisch für die Innsbrucker Paläste der Baumeister Gumpp. Seit 1804 im Besitz der Grafen Trapp. | BDA-Hist.: Q37989430 Status: Bescheid Stand der BDA-Liste: 2025-06-30 Name: Palais Trapp/Wolkenstein GstNr.: 305, .509/1, .509/2, .510 Palais Trapp, Innsbruck |
| ja    | Datei hochladen | Palais Troyer-Spaur HERIS-ID: 39446 Objekt-ID: 39198 TKK: 116135                                                                 | Maria-Theresien-Straße 39 Standort KG: Innsbruck       | Das Palais wurde um 1680 nach Plänen von Johann Martin Gumpp dem Älteren anstelle zweier gotischer Häuser errichtet. Das viergeschoßige Gebäude weist in der Mitte einen Breiterker auf, der von Brecciesäulen getragen und von einem Korbgitterbalkon im dritten Obergeschoß abgeschlossen wird. Das zweite Obergeschoß ist als „Nobelgeschoß“ höher als die anderen. Die Fassade ist stark plastisch gegliedert und stuckiert, über dem Eingang befindet sich ein Steinrelief der Mariahilf-Madonna mit zwei sitzenden Putten, das um 1680/90 geschaffen wurde. | BDA-Hist.: Q37989440 Status: Bescheid Stand der BDA-Liste: 2025-06-30 Name: Palais Troyer-Spaur GstNr.: .540 Palais Troyer-Spaur |
| ja    | Datei hochladen | Bürgerhaus Frohnweiler, Kaltenbrunn HERIS-ID: 39447 Objekt-ID: 39199 TKK: 116137                                                 | Maria-Theresien-Straße 40 Standort KG: Innsbruck       | Das viergeschoßige Gebäude wurde 1863 errichtet. Die neugotische Fassade ist reich gegliedert und weist eine vorspringenden Doppelachse mit Dreiecksgiebel, einen Erker mit Balkon und Steinbalustrade, Fenster mit Maßwerk in den Lünetten und Pilaster auf. Die Seitenfronten sind mit Treppengiebeln abgeschlossen. | BDA-Hist.: Q37989447 Status: Bescheid Stand der BDA-Liste: 2025-06-30 Name: Bürgerhaus Frohnweiler, Kaltenbrunn GstNr.: .513/2 Bürgerhaus Frohnweiler (Innsbruck) |
| ja    | Datei hochladen | Wohn- und Geschäftshaus HERIS-ID: 80428 Objekt-ID: 94169 TKK: 116138seit 2015                                                    | Maria-Theresien-Straße 41 Standort KG: Innsbruck       | Das Eckhaus zur Meraner Straße wurde 1909/10 vermutlich anstelle zweier Vorgängerbauten aus dem späten 15. Jahrhundert erbaut. Die Fassade ist durch Kolossalpilaster, durchlaufende Brüstungs- und Frieszonen, geschwungene übergiebelte Breiterker, Rechteckbalkone und barockisierendes Stuckdekor reich gegliedert. Die Erker sind mit Mosaikfeldern versehen, die die hl. Cäcilie, das Gnadenbild Mariahilf und Wappen zeigen. | BDA-Hist.: Q38173741 Status: Bescheid Stand der BDA-Liste: 2025-06-30 Name: Wohn- und Geschäftshaus GstNr.: .538 Maria-Theresien-Straße 41 |
| ja    | Datei hochladen | Servitenkirche hl. Josef HERIS-ID: 55536 Objekt-ID: 64227 TKK: 37872seit 2013                                                    | neben Maria-Theresien-Straße 42 Standort KG: Innsbruck | Die Kirche wurde 1614 von Anna Katharina Gonzaga gestiftet, von Johann Baptist Hoffingott erbaut und 1616 geweiht. Nach dem Stadtbrand 1620 wurde sie in der heutigen Form wiederaufgebaut und 1626 erneut geweiht. 1709–1736 wurde sie nach Plänen von Georg Anton Gumpp barockisiert. Der einfache Langbau steht mit der Seitenfront und dem Turm zur Straße. Am Kapellenerker befindet sich ein Fresko des Gnadenstuhls von Hans Andre von 1953. Das Innere ist ein dreijochiger Saalraum mit Stichkappentonne über schlanken Stuckmarmorpilastern, symmetrischen Seitenkapellen um das mittlere Joch, kreuzgratgewölbter geschlossener Westempore und geschwungener Musikempore. Die Deckengemälde wurden nach den Zerstörungen im Zweiten Weltkrieg 1947 von Hans Andre geschaffen. | BDA-Hist.: Q1479727 Status: Bescheid Stand der BDA-Liste: 2025-06-30 Name: Servitenkirche hl. Josef GstNr.: .514 Servitenkirche, Innsbruck |
| ja    | Datei hochladen | Servitenkloster HERIS-ID: 55533 Objekt-ID: 64223 TKK: 19845seit 2013                                                             | Maria-Theresien-Straße 42 Standort KG: Innsbruck       | Das 1614 von Anna Katharina Gonzaga gestiftete Servitenkloster wurde nach einem Entwurf von Johann Baptist Hoffingott erbaut und im frühen 18. Jahrhundert nach Plänen von Johann Martin Gumpp dem Älteren und Georg Anton Gumpp erweitert und barockisiert. 1925 wurden in die straßenseitigen Arkaden Geschäfte eingebaut, nach Zerstörungen im Zweiten Weltkrieg wurde das Kloster ab 1946 wieder aufgebaut. Der langgestreckte dreigeschoßige Bau, der sich südlich an die Servitenkirche anschließt, weist eine schlichte Fassade mit zwei barocken Pilasterportalen auf. Westlich der Kirche liegt ein zweigeschoßiger Trakt mit dem kreuzgratgewölbten Kreuzgang. Der im Westen anschließende Klostergarten ist heute stark verkleinert. Im Kloster befindet sich die Kunstkammer der Serviten mit Gemälden, Grafiken und Kunstgewerbe aus dem 16. bis 19. Jahrhundert. | BDA-Hist.: Q38066095 Status: Bescheid Stand der BDA-Liste: 2025-06-30 Name: Servitenkloster GstNr.: .515 Servitenkloster, Innsbruck |
| ja    | Datei hochladen | Landhaus mit Landhauskapelle hl. Georg HERIS-ID: 55557 Objekt-ID: 64257 TKK: 83612seit 2013                                      | Maria-Theresien-Straße 43 Standort KG: Innsbruck       | Das Alte Landhaus wurde 1725–1731 nach Plänen von Georg Anton Gumpp als Ersatz für das erste Amtsgebäude der Tiroler Landstände in der Altstadt errichtet. Der dem Schema italienischer Barockpaläste folgende Bau gilt als einer der Höhepunkte der Innsbrucker Barockarchitektur. Der Haupttrakt, der auf beiden Seiten in der Mitte durch einen Risalit betont wird, und zwei Seitenflügel schließen einen Hof ein, dessen vierte Seite von der Landhauskapelle begrenzt wird. Im zweiten Obergeschoß befindet sich der Landtagssaal, der mit Deckenfresken von Cosmas Damian Asam von 1729 geschmückt ist. Die Stuckarbeiten stammen unter anderem von Anton Gigl. | BDA-Hist.: Q439265 Status: Bescheid Stand der BDA-Liste: 2025-06-30 Name: Landhaus mit Landhauskapelle hl. Georg GstNr.: .1566/1 Altes Landhaus Innsbruck |
| ja    | Datei hochladen | Bürgerhaus HERIS-ID: 39449 Objekt-ID: 39201 TKK: 116139                                                                          | Maria-Theresien-Straße 44 Standort KG: Innsbruck       | Das im Kern aus dem 16. Jahrhundert stammende Gebäude wurde um 1740 barockisiert. Es weist eine Rokokostuckfassade mit geschwungenem Giebel und kräftig profiliertem Traufgesims auf. Die beiden äußeren Achsen weisen zweigeschoßige Breiterker mit geschnitzten Eckpfosten auf Volutenkonsolen auf, darunter befindet sich je ein von Nagelfluhpilastern eingefasstes Portal. | BDA-Hist.: Q37989458 Status: Bescheid Stand der BDA-Liste: 2025-06-30 Name: Bürgerhaus GstNr.: .520 Maria-Theresien-Straße 44 |
| ja    | Datei hochladen | Ehem. Palais Fugger-Taxis HERIS-ID: 55558 Objekt-ID: 64258 TKK: 22833seit 2013                                                   | Maria-Theresien-Straße 45 Standort KG: Innsbruck       | Das Gebäude wurde ab 1679 vermutlich nach Plänen von Johann Martin Gumpp d. Ä. für Graf Hans Otto Fugger als barocke Palastanlage nach italienischem Vorbild errichtet. Anfang des 18. Jahrhunderts gelangte es in den Besitz der Familie von Welsberg, 1784 an die Grafen von Thurn und Taxis, die es auch als Poststation nutzten. Seit 1905 gehört es dem Land Tirol, das es als Amtsgebäude und Galerie nutzt. Das Palais besteht aus einem dreigeschoßigen Mitteltrakt und zwei Seitenflügeln, die einen rechteckigen Innenhof umschließen. Der Parissaal im ersten Obergeschoß ist mit dem Deckengemälde Urteil des Paris von Martin Knoller geschmückt. | BDA-Hist.: Q20027213 Status: Bescheid Stand der BDA-Liste: 2025-06-30 Name: Ehem. Palais Fugger-Taxis GstNr.: .1566/1 Taxispalais (Innsbruck) |
| ja    | Datei hochladen | Gasthaus Krone HERIS-ID: 39450 Objekt-ID: 39202 TKK: 68854                                                                       | Maria-Theresien-Straße 46 Standort KG: Innsbruck       | Das Gasthaus Goldene Krone wurde bereits 1605 als „Gasthaus vor dem Georgentor“ erwähnt. Das viergeschoßige Eckhaus zur Maximilianstraße weist einen polygonalen Eckerker auf. Die Fassade aus dem 19. Jahrhundert ist mit Gesimsen gegliedert. Im Erdgeschoß hat sich ein tonnengewölbter Flur mit Stichkappen erhalten. Entlang der Maximilianstraße schließt sich ein langgestreckter niedrigerer Bau mit den ehemaligen Stallungen an. Am Erker eingemauert ist ein Grenzstein zwischen Wilten und Innsbruck von 1745. | BDA-Hist.: Q37989464 Status: Bescheid Stand der BDA-Liste: 2025-06-30 Name: Gasthaus Krone GstNr.: .521 Gasthaus Goldene Krone, Innsbruck |
| ja    | Datei hochladen | Palais Sarnthein/Peterlongohaus HERIS-ID: 39452 Objekt-ID: 39204 TKK: 68911                                                      | Maria-Theresien-Straße 57 Standort KG: Innsbruck       | Das Gebäude wurde 1686 von Johann Martin Gumpp d. Ä. für David Graf Sarnthein aus älteren Bürgerhäusern zum Palais umgebaut. 1869 wurde es aufgestockt und vergrößert. | BDA-Hist.: Q37989470 Status: Bescheid Stand der BDA-Liste: 2025-06-30 Name: Palais Sarnthein/Peterlongohaus GstNr.: .522/1 Peterlongohaus |
| ja    | Datei hochladen | Wegkapelle hl. Johannes Nepomuk HERIS-ID: 96449 Objekt-ID: 111946 TKK: 116103                                                    | bei Mariahilfstraße 1a Standort KG: Innsbruck          | Der Nischenbildstock beherbergt hinter einem schmiedeeisernen Gitter eine aus dem 18. Jahrhundert stammende Holzfigur des hl. Johannes Nepomuk auf einem barocken Sockel. | BDA-Hist.: Q37767977 Status: § 2a Stand der BDA-Liste: 2025-06-30 Name: Wegkapelle hl. Johannes Nepomuk GstNr.: 1028/5 |
| ja    | Datei hochladen | Telfserhaus HERIS-ID: 39428 Objekt-ID: 39180 TKK: 116110                                                                         | Mariahilfstraße 8 Standort KG: Innsbruck               | Das im Kern aus dem 15. Jahrhundert stammende Gebäude wurde 1466 erstmals urkundlich genannt. An der schmucklosen Fassade des fünfgeschoßigen, weit in die Tiefe reichenden Gebäudes befindet sich ein dreiseitiger Polygonalerker mit Brüstungs- und Sturzgesimsen und Zeltverdachung. | BDA-Hist.: Q37989257 Status: Bescheid Stand der BDA-Liste: 2025-06-30 Name: Telfserhaus GstNr.: .214 |
| ja    | Datei hochladen | Gasthaus Weißes Lamm HERIS-ID: 39429 Objekt-ID: 39181 TKK: 116100                                                                | Mariahilfstraße 12 Standort KG: Innsbruck              | Das Gebäude wurde 1688 aus zwei älteren Häusern aus dem 16./17. Jahrhundert errichtet. Die Fassade aus dem 19. Jahrhundert ist mit Erkern und einem barocken, zweimal geschwungenen Giebel gestaltet. Im Inneren sind eine Halle und ein Flur mit einem seichten Tonnengewölbe und kleinen Stichkappen versehen. | BDA-Hist.: Q37989267 Status: Bescheid Stand der BDA-Liste: 2025-06-30 Name: Gasthaus Weißes Lamm GstNr.: .216 Gasthaus Weißes Lamm, Innsbruck |
| ja    | Datei hochladen | Altes Hufschmiedhaus HERIS-ID: 39430 Objekt-ID: 39182 TKK: 116101                                                                | Mariahilfstraße 14 Standort KG: Innsbruck              | Das im Kern aus dem 15./16. Jahrhundert stammende schmale Gebäude beherbergte eine seit 1610 urkundlich belegte Hufschmiede. 1929 wurde es umgebaut und renoviert. Die Fassade ist mit einem dreigeschoßigen, dreiseitigen Polygonalerker mit Brüstungs- und Sturzgesimsen und Zeltverdachung und einem im Rundbogen geschlossenen abgeschrägten Portal aus dem 16. Jahrhundert versehen. Zwischen dem Erker und dem Fenster des ersten Obergeschoßes befindet sich ein Holzrelief des hl. Eligius aus dem dritten Viertel des 15. Jahrhunderts. | BDA-Hist.: Q37989277 Status: Bescheid Stand der BDA-Liste: 2025-06-30 Name: Altes Hufschmiedhaus GstNr.: .217 |
| ja    | Datei hochladen | Bürgerhaus HERIS-ID: 39431 Objekt-ID: 39183 TKK: 116102                                                                          | Mariahilfstraße 18 Standort KG: Innsbruck              | Das im Kern aus dem 16. Jahrhundert stammende Gebäude ist urkundlich seit 1523 belegt. Die dreiachsige Vorderfront weist in der linken Achse ein Rundbogenportal auf. Im zweiten Obergeschoß befindet sich ein Mariahilf-Fresko von 1759. | BDA-Hist.: Q37989291 Status: Bescheid Stand der BDA-Liste: 2025-06-30 Name: Bürgerhaus GstNr.: .221 |
| ja    | Datei hochladen | Bürgerhaus HERIS-ID: 110448 Objekt-ID: 128150 TKK: 104255                                                                        | Mariahilfstraße 26 Standort KG: Innsbruck              | | BDA-Hist.: Q37818904 Status: Bescheid Stand der BDA-Liste: 2025-06-30 Name: Bürgerhaus GstNr.: .225 |
| ja    | Datei hochladen | Bürgerhaus Weithas HERIS-ID: 39433 Objekt-ID: 39185 TKK: 116105                                                                  | Mariahilfstraße 28 Standort KG: Innsbruck              | | BDA-Hist.: Q37989304 Status: Bescheid Stand der BDA-Liste: 2025-06-30 Name: Bürgerhaus Weithas GstNr.: .226 |
| ja    | Datei hochladen | Gasthaus Zum Mohren HERIS-ID: 39434 Objekt-ID: 39186 TKK: 116106                                                                 | Mariahilfstraße 34 Standort KG: Innsbruck              | Das im Kern aus dem 15. Jahrhundert stammende Gebäude wurde 1461 erstmals urkundlich erwähnt und im 18. Jahrhundert barock umgebaut. Seit 1639 ist es als „Gasthaus Mohren“ belegt. Die Fassade des breiten, fünfgeschoßigen Gebäudes weist zwei über drei Geschoße reichende dreiseitige Polygonalerker auf. Im zweiten Obergeschoß befindet sich ein Stuckrelief Maria mit Kind von 1727. Im Inneren hat sich im Erdgeschoß ein tonnengewölbter Flur mit alternierenden Stichkappen erhalten. | BDA-Hist.: Q37989316 Status: Bescheid Stand der BDA-Liste: 2025-06-30 Name: Gasthaus Zum Mohren GstNr.: .229/1 |
| ja    | Datei hochladen | Bierjoggl HERIS-ID: 39435 Objekt-ID: 39187 TKK: 116107                                                                           | Mariahilfstraße 40 Standort KG: Innsbruck              | Das im Kern aus der Zeit um 1500 stammende, von der zweiten Hälfte des 19. Jahrhunderts bis 1980 als Gasthaus „Bierjoggl“ genutzte Gebäude wurde nach Bombenschäden 1946 im zweiten und dritten Obergeschoß weitgehend erneuert. An der Fassade befindet sich ein dreiseitiger Erker mit Brüstungs- und Sturzgesimsen. Im Inneren haben sich spätgotische Baudetails, darunter tonnengewölbte Flure mit Stichkappen, erhalten. | BDA-Hist.: Q37989330 Status: Bescheid Stand der BDA-Liste: 2025-06-30 Name: Bierjoggl GstNr.: .232 |
| ja    | Datei hochladen | Bürgerhaus HERIS-ID: 39436 Objekt-ID: 39188 TKK: 116108                                                                          | Mariahilfstraße 48 Standort KG: Innsbruck              | Das Eckhaus geht auf zwei Häuser aus dem 15./16. Jahrhundert zurück, die bereits im 16. und 17. Jahrhundert besitzmäßig zusammen gehörten. Die neuzeitliche Fassade weist einen Polygonalerker mit Brüstungs- und Sturzgesimsen und ein rechteckiges Nagelfluhportal auf. Im Inneren hat sich ein tonnengewölbter Flur erhalten. | BDA-Hist.: Q37989345 Status: Bescheid Stand der BDA-Liste: 2025-06-30 Name: Bürgerhaus GstNr.: .244/1 Mariahilfstraße 48, Innsbruck |
| ja    | Datei hochladen | Brunnen HERIS-ID: 108203 Objekt-ID: 125614 TKK: 116109                                                                           | vor Mariahilfstraße 48 Standort KG: Innsbruck          | Der Brunnen mit einer rechteckigen Schale wurde 1926 errichtet. Die Skulptur der Madonna mit Kind wurde von Franz Santifaller entworfen. | BDA-Hist.: Q37812421 Status: § 2a Stand der BDA-Liste: 2025-06-30 Name: Brunnen GstNr.: 1028/6 Mariahilfbrunnen, Innsbruck |
| ja    | Datei hochladen | Wohn- und Geschäftshaus, Bürgerspital HERIS-ID: 39453 Objekt-ID: 39205 TKK: 116148                                               | Marktgraben 12 Standort KG: Innsbruck                  | Das viergeschoßige Eckhaus wurde 1862 anstelle des im 14. Jahrhundert gegründeten Stadtspitals erbaut. Die an die benachbarten, ebenfalls einst zum Stadtspital gehörenden, Bauten angeglichene Fassade ist mit Gesimsen und Putzfaschenrahmung um die Fenster gegliedert. Die Anfänge des alten Stadtspitals gehen bis in das beginnende 14. Jahrhundert zurück. Es wurde vom Ertrag zahlreicher Stiftungen betrieben. Neben der Versorgung von Kranken und Wohltätern, wurden auch Pflegebedürftige und Waisenkinder aufgenommen. Nach der Auflösung des städtischen Friedhofs bei der St. Jakobs-Pfarrkirche im Jahre 1509, wurden Bestattungen bis Mitte des 19. Jahrhunderts südlich des Stadtspitals vorgenommen. Kurze Zeit später wurde dort eine zweistöckige Kapelle errichtet, die bis 1869 als Veits-Kapelle erhalten blieb. Nach dem schweren Erdbeben von 1689 wurde der Spitalsbau nur notdürftig instand gesetzt. Seit 1888 befindet sich das Stadtspital im heutigen Klinikareal am Innrain. | BDA-Hist.: Q37989478 Status: Bescheid Stand der BDA-Liste: 2025-06-30 Name: Wohn- und Geschäftshaus, Bürgerspital GstNr.: .481 |
| ja    | Datei hochladen | Wohn- und Geschäftshaus, Bürgerspital HERIS-ID: 39454 Objekt-ID: 39206 TKK: 116149                                               | Marktgraben 14 Standort KG: Innsbruck                  | Das viergeschoßige Gebäude wurde 1841 anstelle des gotischen Stadtpitals errichtet und diente bis zum Jahre 1888 als Spital, danach wurden im Erdgeschoß Geschäfte eingebaut und die Obergeschoße zur Wohnnutzung adaptiert. Architektonisch bildet es eine Einheit mit den Gebäuden Marktgraben 16 und Stainerstraße 3. Die drei mittleren Achsen treten als Risalit hervor und sind mit einem Giebel bekrönt. Im Inneren haben sich noch einige Räume mit Tonnengewölbe mit Stichkappen aus dem 15./16. Jahrhundert erhalten. Im südlichen Hoftrakt ist im Erdgeschoß noch ein vermauerter Arkadengang mit gratigen Kreuzgewölben und quadratischen Pfeilern aus der Mitte des 16. Jahrhunderts sichtbar. | BDA-Hist.: Q37989488 Status: Bescheid Stand der BDA-Liste: 2025-06-30 Name: Wohn- und Geschäftshaus, Bürgerspital GstNr.: .480 |
| ja    | Datei hochladen | Wohn- und Geschäftshaus HERIS-ID: 55534 Objekt-ID: 64224 TKK: 83604seit 2013                                                     | Marktgraben 16 Standort KG: Innsbruck                  | Das viergeschoßige Eckhaus wurde 1841 anstelle des ehemaligen Stadtspitals erbaut und Ende des 19. Jahrhunderts als Wohn- und Geschäftshaus adaptiert. Die Fassaden sind durch unterschiedlich stark vortretende Gesimse und profilierte Fensterrahmungen gegliedert. | BDA-Hist.: Q38066106 Status: Bescheid Stand der BDA-Liste: 2025-06-30 Name: Wohn- und Geschäftshaus GstNr.: .479 Marktgraben 16, Innsbruck |
| ja    | Datei hochladen | Hauptpostamt HERIS-ID: 11530 Objekt-ID: 7631 TKK: 68857                                                                          | Maximilianstraße 2 Standort KG: Innsbruck              | Das ehemalige Hauptpostamt wurde 1905–1908 nach Plänen von Natale Tommasi erbaut und nach 1947 mehrmals umgebaut und erweitert. Der palastartige, viergeschoßige Bau weist an drei Ecken Türme auf, die Fassaden sind durch Risalite, Einsprünge und Gesimse gegliedert. Zentral im Inneren befindet sich die zweigeschoßige Schalterhalle mit Glasdach. Ein Mosaik an der Nordseite im ersten Obergeschoß zeigt ein Mosaik Kaiser Franz Joseph I. Das Stiegenhaus weist eine dreiarmige Marmortreppe mit barockisierendem Schmiedeeisengeländer auf. | BDA-Hist.: Q38103948 Status: Bescheid Stand der BDA-Liste: 2025-06-30 Name: Hauptpostamt GstNr.: .1243 Hauptpostamt Innsbruck |
| ja    | Datei hochladen | Bürgerhaus HERIS-ID: 46813 Objekt-ID: 49030 TKK: 68860                                                                           | Maximilianstraße 6 Standort KG: Innsbruck              | Das viergeschoßige, an drei Seiten freistehende Haus, das mit einem Gang mit der Herz-Jesu-Kirche verbunden ist, wurde 1897–1898 errichtet. Die Fassade ist mit einem Eckerker und Pilastern gegliedert und mit manieristisch-barockisierenden Dekorelementen geschmückt. Im Inneren befindet sich ein repräsentatives Vestibül mit Säulen, Halbsäulen, Pilastern und Stuckdekoration. | BDA-Hist.: Q38023875 Status: Bescheid Stand der BDA-Liste: 2025-06-30 Name: Bürgerhaus GstNr.: .1079 Maximilianstraße 6, Innsbruck |
| ja    | Datei hochladen | Serbisch-orth. Kirche, ehem. Herz Jesu-Kirche HERIS-ID: 55550 Objekt-ID: 64245 TKK: 34910                                        | Maximilianstraße 8 Standort KG: Innsbruck              | Die Emporenbasilika als neuromanischer Kirchenbau und dem anschließenden Klosterbau wurde von 1896 bis 1897 nach den Plänen des Baumeisters Peter Huter mit den Baumeistern Alfons Mayr und Franz Mayr errichtet. Die Marmoraltäre schuf der Bildhauer Leopold Seeber. Die Mensen sind mit Mosaikschmuck versehen. Die Statuen schuf der Bildhauer Alois Winkler. In der Totenkapelle ist eine Bronzeplastik Auferstandener vom Bildhauer Emmerich Kerle. Die Orgel wurde 1900 nach einem Entwurf des Architekten Pater Johann Maria Reiter mit dem Orgelbauer A. Vogl gebaut. | BDA-Hist.: Q38066184 Status: § 2a Stand der BDA-Liste: 2025-06-30 Name: Serbisch-orth. Kirche, ehem. Herz Jesu-Kirche GstNr.: .1040 Herz-Jesu-Kirche (Innsbruck) |
| ja    | Datei hochladen | Kloster der Redemptoristen mit Einfriedung HERIS-ID: 39455 Objekt-ID: 39207 TKK: 34909                                           | Maximilianstraße 8 Standort KG: Innsbruck              | Das Kloster der Redemptoristen wurde 1895–1898 erbaut und 1985 um ein Halbgeschoß aufgestockt. Es schließt östlich an die Herz-Jesu-Kirche an. Das zweiflügelige Eckgebäude mit abgeflachter Ecke umschließt zusammen mit der Kirche einen Innenhof. Die Fassade ist durch Gesimse und Blendbögen gegliedert, die Rundbogenfenster und -türen sind durch Quadereinfassungen in hellerem Farbton betont. Im dritten Obergeschoß befindet sich die 1985 errichtete neue Hauskapelle. | BDA-Hist.: Q2136207 Status: § 2a Stand der BDA-Liste: 2025-06-30 Name: Kloster der Redemptoristen mit Einfriedung GstNr.: 1161/6 Redemptoristenkolleg Innsbruck |
| ja    | Datei hochladen | Tiroler Handelskammer HERIS-ID: 55564 Objekt-ID: 64269 TKK: 116150                                                               | Meinhardstraße 14 Standort KG: Innsbruck               | Das Gebäude wurde 1900–1902 für Handelskammer und Gewerbemuseum im Heimatstil mit gotisierenden Elementen erbaut. Die Fassade des fünfgeschoßigen Gebäudes ist mit Treppengiebel und Dachreiter, loggienartigen Balkonen und Fenstern mit Fensterläden und gotisierenden Stabrahmen reich gegliedert. Das Mosaik am ersten Obergeschoß wurde 1906 von Alfons Siber entworfen und zeigt allegorische Darstellungen von Bodenbebauung, Metall- und Holzarbeit, Handel und Gewerbe. Im Inneren findet sich ein Wandgemälde von Albin Egger-Lienz von 1924. | BDA-Hist.: Q38066219 Status: § 2a Stand der BDA-Liste: 2025-06-30 Name: Tiroler Handelskammer GstNr.: .586 Handelskammer, Innsbruck |
| ja BW | Datei hochladen | Landhauserweiterungsbau HERIS-ID: 55559 Objekt-ID: 64259 TKK: 116151                                                             | Meraner Straße 2 Standort KG: Innsbruck                | Der dreigeschoßige Zubau an das alte Landhaus entlang der Meraner Straße wurde 1868–1870 errichtet. Die zwei mittleren Achsen des dreigeschoßigen Gebäudes werden von einem Dreiecksgiebel bekrönt. Das Erdgeschoß sowie die Hauskanten werden durch Nagelfluh-Bänderung betont. | BDA-Hist.: Q38066206 Status: § 2a Stand der BDA-Liste: 2025-06-30 Name: Landhauserweiterungsbau GstNr.: .1566/1 Landhauserweiterungsbau, Innsbruck |
| ja    | Datei hochladen | Bürgerhaus HERIS-ID: 56877 Objekt-ID: 66490 TKK: 83289                                                                           | Meraner Straße 9 Standort KG: Innsbruck                | Das viergeschoßige Gebäude wurde 1856 errichtet und im 20. Jahrhundert umgebaut. Die Fassade ist in frühhistoristisch-romantisierenden Formen mit Gesimsen, Putzlisenen und einem Rundbogenfries unter dem Traufgesims gegliedert. Die ein-, zwei- und dreiteiligen Rundbogenfenster sind zum Teil mit Säulen unterteilt. | BDA-Hist.: Q38073821 Status: Bescheid Stand der BDA-Liste: 2025-06-30 Name: Bürgerhaus GstNr.: 369/1 |
| ja    | Datei hochladen | Wohnhaus HERIS-ID: 108719 Objekt-ID: 126222 TKK: 126353seit 2016                                                                 | Mozartstraße 2 Standort KG: Innsbruck                  | | BDA-Hist.: Q37813296 Status: Bescheid Stand der BDA-Liste: 2025-06-30 Name: Wohnhaus GstNr.: .1333 Mozartstraße 2, Innsbruck |
| ja    | Datei hochladen | Zwei Brunnen beiderseits des Hauptportals des Museums HERIS-ID: 107717 Objekt-ID: 125076 TKK: 116154                             | bei Museumstraße 15 Standort KG: Innsbruck             | Die Brunnen zu beiden Seiten des Ferdinandeums wurden um 1875 errichtet. Sie stehen auf einer achteckigen Stufenanlage und bestehen jeweils aus einer neugotischen, achteckigen Marmorbrunnenschale mit neugotischen Dekorationselementen und einer mittigen, viereckigen Brunnensäule mit Kreuzgiebelabschluss. | BDA-Hist.: Q37810957 Status: § 2a Stand der BDA-Liste: 2025-06-30 Name: Zwei Brunnen beiderseits des Hauptportals des Museums GstNr.: 1061 |
| ja    | Datei hochladen | Ferdinandeum HERIS-ID: 39456 Objekt-ID: 39208 TKK: 15449                                                                         | Museumstraße 15 Standort KG: Innsbruck                 | Das Tiroler Landesmuseum Ferdinandeum wurde 1823 gegründet. 1842–1845 entstand das Gebäude nach Plänen von Anton Mutschlechner, das 1882–1884 nach Plänen von Natale Tommasi aufgestockt und im 20. Jahrhundert mehrmals erweitert wurde. Der monumentale Bau weist eine reich gestaltete Neorenaissance-Fassade mit plastischer Fenstergliederung, horizontalen Fries- und Gesimsbändern sowie einem Balustradengesims auf. Das Ferdinandeum beherbergt heute die archäologischen und kunsthistorischen Sammlungen sowie Musikinstrumente. | BDA-Hist.: Q2436253 Status: Bescheid Stand der BDA-Liste: 2025-06-30 Name: Ferdinandeum GstNr.: .622/1 Main building of Tiroler Landesmuseum |
| ja    | Datei hochladen | Wohn- und Geschäftshaus HERIS-ID: 63090 Objekt-ID: 75699 TKK: 20696                                                              | Museumstraße 17b Standort KG: Innsbruck                | | BDA-Hist.: Q38102117 Status: Bescheid Stand der BDA-Liste: 2025-06-30 Name: Wohn- und Geschäftshaus GstNr.: .1327 |
| ja    | Datei hochladen | Städtisches Konservatorium HERIS-ID: 86735 Objekt-ID: 101057 TKK: 116155                                                         | Paul-Hofhaimer-Gasse 6 Standort KG: Innsbruck          | Das heutige Landeskonservatorium geht auf den 1818 gegründeten Musikverein zurück, der nach mehreren Umzügen 1910–1912 einen Neubau neben dem Landesmuseum nach Plänen von Eduard Klingler erhielt. Das palaisartige, dreigeschoßige Gebäude in barockisierenden Formen beherbergt im Inneren einen Konzertsaal mit rundbogig abgeschlossener Bühne. | BDA-Hist.: Q874350 Status: § 2a Stand der BDA-Liste: 2025-06-30 Name: Städtisches Konservatorium GstNr.: .1285 Tiroler Landeskonservatorium |
| ja    | Datei hochladen | Kindergarten HERIS-ID: 55503 Objekt-ID: 64188 TKK: 116156                                                                        | Paul-Hofhaimer-Gasse 8 Standort KG: Innsbruck          | Der Kindergarten wurde 1878 durch den „Innsbrucker Frauenverein für Kinderwartanstalten und Industrieschulen“ erbaut. Der zweigeschoßige, dreiachsige Haupttrakt wird von einem Dreiecksgiebel bekrönt, an ihn schließen zwei dreiachsige Seitentrakte an. | BDA-Hist.: Q38065967 Status: § 2a Stand der BDA-Liste: 2025-06-30 Name: Kindergarten GstNr.: .851 |
| ja    | Datei hochladen | Bürgerhaus HERIS-ID: 39460 Objekt-ID: 39212 TKK: 116157                                                                          | Pfarrgasse 3 Standort KG: Innsbruck                    | Das im Kern aus dem 16. Jahrhundert stammende Gebäude war ursprünglich mit dem Nachbarhaus verbunden und wurde Mitte des 18. von diesem baulich getrennt. Im 19. Jahrhundert wurde das oberste Geschoß aufgesetzt. Das viergeschoßige Eckhaus hat die dreiachsige Hauptfront zur Pfarrgasse und eine vierachsige Seitenfront zur Badgasse. An der Hauptfassade befindet sich ein mächtiger, dreigeschoßiger Erker, an der Seitenfront ein zweigeschoßiger Eckerker über gotisch gekehltem Anlauf vom Anfang des 16. Jahrhunderts. Das Erdgeschoß weist kräftige Erdbebenpfeiler auf. Im Inneren haben sich ein hoher Flur mit Tonnengewölbe, ein kreuzgewölbter Raum mit Graten und Resten einer Malerei um 1520 sowie ein Erkerzimmer mit gotischem Sterngewölbe erhalten. | BDA-Hist.: Q37989515 Status: Bescheid Stand der BDA-Liste: 2025-06-30 Name: Bürgerhaus GstNr.: .399 Pfarrgasse 3, Innsbruck |
| ja    | Datei hochladen | Prechthaus HERIS-ID: 44172 Objekt-ID: 44875 TKK: 116158                                                                          | Pfarrgasse 4 Standort KG: Innsbruck                    | Das im Kern aus dem 15./16. Jahrhundert stammende Haus wurde 1477 erstmals urkundlich genannt. Seit 1639 beherbergte es die Wagner'sche Hofbuchhandlung, seit 1723 die Universitätsbuchdruckerei. Der fünfgeschoßige Bau weist einen unregelmäßigen hakenförmigem Grundriss, eine fünfachsige Vorderfront und ein Satteldach auf. In der Mittelachse befindet sich ein dreiseitiger Polygonalerker mit Renaissancereliefs mit Wappen aus der Zeit um 1540, die Gregor Türing zugeschrieben werden. Im Inneren haben sich tonnengewölbte Flure mit Graten erhalten, der zweischiffige Erdgeschoßflur ist durch Rundpfeiler gegliedert. | BDA-Hist.: Q38007301 Status: Bescheid Stand der BDA-Liste: 2025-06-30 Name: Prechthaus GstNr.: .419 Prechthaus |
| ja    | Datei hochladen | Ettlhaus mit Kapellenapsis HERIS-ID: 55482 Objekt-ID: 64164 TKK: 116159                                                          | Pfarrgasse 5 Standort KG: Innsbruck                    | Das Eckhaus zum Domplatz stammt im Kern aus dem 15./16. Jahrhundert und wurde im 19. Jahrhundert um ein Geschoß aufgestockt und mit einem Geschäftsvorbau und einer neugotischen Fassade versehen. Die Hauptfassade zur Pfarrgasse ist mit einem stumpfwinkeligen Giebel abgeschlossen und weist in der Mittelachse einen viergeschoßigen Polygonalerker über spätgotisch gekehltem Anlauf auf. In der linken Achse befindet sich ein spätgotisches Nagelfluhportal. Die Seitenfront zum Domplatz ist mit vier mächtigen Mauerstützen aus der Zeit um 1723 versehen. Im Inneren hat sich ein Flur mit Tonnengewölbe mit mehrfach überkreuzten Graten erhalten. | BDA-Hist.: Q38065881 Status: § 2a Stand der BDA-Liste: 2025-06-30 Name: Ettlhaus mit Kapellenapsis GstNr.: .400 Ettlhaus |
| ja BW | Datei hochladen | Bürgerhaus, Altstadthaus u. Stöcklgebäude HERIS-ID: 58684 Objekt-ID: 69457 TKK: 116160                                           | Pfarrgasse 6 Standort KG: Innsbruck                    | Das fünfgeschoßige Haus weist einen bis in die Höhe des ersten Obergeschoßes reichenden romanischen Baukern aus dem 13./14. Jahrhundert auf. Im 15. Jahrhundert wurde das Gebäude um zwei Geschoße aufgestockt und im Inneren mit einer Balkendecke versehen, um 1600 erhielt das Stiegenhaus seine heutige Form. In der ersten Hälfte des 19. Jahrhunderts wurde das Haus ein weiteres Mal aufgestockt. An der schmucklosen Fassade befinden sich ein reich profiliertes Nagelfluh-Spitzbogenportal mit hohen abgeschrägten Sockeln und wuchtigen Prellsteinen und darüber ein dreiseitiger Polygonalerker. Im Hof steht ein spätgotisches Stöcklgebäude aus dem späten 15. Jahrhundert. | BDA-Hist.: Q38084409 Status: Bescheid Stand der BDA-Liste: 2025-06-30 Name: Bürgerhaus, Altstadthaus u. Stöcklgebäude GstNr.: .418 Pfarrgasse 6, Innsbruck |
| ja BW | Datei hochladen | Daxburg HERIS-ID: 39461 Objekt-ID: 39213 TKK: 83614                                                                              | Pfarrgasse 8 Standort KG: Innsbruck                    | Das im Kern aus dem 15./16. Jahrhundert stammende Gebäude ist urkundlich seit 1453 belegt. Der Name „Daxburg“ bezieht sich auf den Maler Christoph Dax, der ab 1607 Besitzer des Hauses war. Das fünfgeschoßige Giebelhaus weist in der Mittelachse einen viergeschoßigen Polygonalerker auf. Im Inneren haben sich ein gewölbter Flur im Erdgeschoß und Obergeschoß und ein gratig kreuzgewölbter Vorplatz aus dem 17. Jahrhundert erhalten. Im Hof angebaut ist ein viergeschoßiges Stöcklgebäude mit Pultdach und leicht vorkragendem Treppenturm. | BDA-Hist.: Q37989526 Status: Bescheid Stand der BDA-Liste: 2025-06-30 Name: Daxburg GstNr.: .417 |
| ja BW | Datei hochladen | Hofkirche zum hl. Kreuz mit Grabmal Maximilians I. und Silberner Kapelle HERIS-ID: 55516 Objekt-ID: 64204 TKK: 23558             | Rennweg Standort KG: Innsbruck                         | Die farbigen Marketerien der Renaissance und des Manierismus mit eingepassten Gemälden in den Spiegelfeldern von Johann Baptist Fontana machen den Fürstenchor zu einem einzigartigen Meisterwerk. Der Fürstenchor und das Chorgestühl wurden 1562–1571 von Hans Waldner aus Ravensburg und Konrad Gottfried aus Schaffhausen in zwei Phasen in dem gerade fertiggestellten Bau der Hofkirche in Innsbruck ausgeführt. | BDA-Hist.: Q262306 Status: § 2a Stand der BDA-Liste: 2025-06-30 Name: Hofkirche zum hl. Kreuz mit Grabmal Maximilians I. und Silberner Kapelle GstNr.: .459, .636 Hofkirche, Innsbruck                                                                               |
| ja    | Datei hochladen | Leopoldsbrunnen HERIS-ID: 86890 Objekt-ID: 101226 TKK: 38675                                                                     | bei Rennweg 2 Standort KG: Innsbruck                   | Der Brunnen wurde im Auftrag Erzherzog Leopolds V. anlässlich seiner Erhebung zum Landesfürsten von Tirol 1621 von 1622 bis 1630 errichtet. In der heutigen Form wurde er 1893 aufgestellt. Die Bronzefiguren nach Entwürfen von Caspar Graß und Hubert Gerhard am Beckenrand und Sockel stellen Oceanus, Diana, Amphitrite und eine Moosnymphe, sowie Neptun, Triton und vier stehende Knabenfiguren dar. Auf einem hohen Postament steht das Reiterstandbild Erzherzog Leopolds. Anmerkung: Seit 2015 mit unklarer Zukunft abgebaut. | BDA-Hist.: Q1819966 Status: § 2a Stand der BDA-Liste: 2025-06-30 Name: Leopoldsbrunnen GstNr.: 597/3 Leopoldsbrunnen (Innsbruck) |
| ja    | Datei hochladen | Fußgängerbrücke, Innsteg/Emile-Béthouart-Steg HERIS-ID: 109590 Objekt-ID: 127222 TKK: 116171                                     | Rennweg / Innstraße Standort KG: Innsbruck             | Anstelle einer seit 1836 betriebenen Fähre wurde 1871 ein Holzsteg und 1875 der heutige eiserne Steg auf zwei Pfeilern errichtet. Wegen des bis 1900 eingehobenen Brückenzolls von einem Kreuzer wurde er im Volksmund „Kreuzersteg“ genannt. 2003 wurde der Innsteg nach Emile Béthouart benannt. | BDA-Hist.: Q23057749 Status: § 2a Stand der BDA-Liste: 2025-06-30 Name: Fußgängerbrücke, Innsteg/Emile-Béthouart-Steg GstNr.: 1083/1, 1022/1, 1028/4, 1022/2, 1135/1 Emile-Béthouart-Steg                                                                            |
| ja    | Datei hochladen | Anlage Hofgarten Innsbruck HERIS-ID: 12939 Objekt-ID: 9100 TKK: 116169                                                           | Rennweg Standort KG: Innsbruck                         | Der Hofgarten wurde 1564 unter Einbeziehung älterer Nutzgärten angelegt. Die jetzige Form im Stil eines englischen Landschaftsgartens stammt aus dem Jahr 1857, ebenso wie das Glashaus an der nordwestlichen Ecke. Einige Gebäude, insbesondere der Musikpavillon, stammen noch aus Maria-Theresianischer Zeit. | BDA-Hist.: Q874662 Status: Bescheid Stand der BDA-Liste: 2025-06-30 Name: Anlage Hofgarten Innsbruck GstNr.: 583/1, 593/1, 595/1, 595/2, 596, 597/4, .784/1, .786/1, .787, .788/1, .788/2, .1284, (.1396), 593/3, 1083/2, 598/1, 600/1, 1083/1 Hofgarten (Innsbruck) |
| ja    | Datei hochladen | Hofburg mit östlicher Einfriedung und Übergang zur Dogana HERIS-ID: 55483 Objekt-ID: 64165 TKK: 28762                            | Rennweg 1 Standort KG: Innsbruck                       | → Hauptartikel : Hofburg (Innsbruck) f1 | BDA-Hist.: Q356289 Status: § 2a Stand der BDA-Liste: 2025-06-30 Name: Hofburg mit östlicher Einfriedung und Übergang zur Dogana GstNr.: .414, .423, 413, 414, 415, 1038/2 Hofburg, Innsbruck                                                                         |
| ja    | Datei hochladen | Landestheater HERIS-ID: 55505 Objekt-ID: 64190 TKK: 116172                                                                       | Rennweg 2 Standort KG: Innsbruck                       | Das Große Haus des Landestheaters wurde 1844–1846 nach Plänen von Giuseppe Segusini an der Stelle der 1652–1654 errichteten Hofoper unter Einbeziehung der alten Außenmauern neu gebaut. Der spätklassizistische Monumentalbau ist mit der Schauseite zum Rennweg gerichtet. Dort befindet sich eine Vorhalle, die von vier mächtigen Säulen mit korinthischen Kapitellen gestützt und von einer gestuften Attika bekrönt wird. Der Zuschauerraum ist hufeisenförmig in drei Ränge mit vorgezogenen, sparsam dekorierten Brüstungen gegliedert. Die Mosaike stammen von Richard Kurt Fischer, die Reliefs von Franz Pöhacker. Der eiserne Vorhang wurde 1967 von Max Weiler gestaltet. | BDA-Hist.: Q863923 Status: § 2a Stand der BDA-Liste: 2025-06-30 Name: Landestheater GstNr.: .782/1 Landestheater Innsbruck - Großes Haus |
| ja    | Datei hochladen | Kongreßhaus Dogana HERIS-ID: 44204 Objekt-ID: 44930 TKK: 116174                                                                  | Rennweg 3 Standort KG: Innsbruck                       | Die Dogana wurde 1628–1630 an der Stelle zweier Ballhäuser aus dem 16. Jahrhundert als Hoftheater erbaut. 1654/1655 wurde sie zur Hofreitschule umgestaltet, später als Universitätsbibliothek und während der bayerischen Besatzung 1805–1814 als Zollhaus genutzt. Im Zweiten Weltkrieg wurde sie bis auf die Umfassungsmauern zerstört. Beim Bau des Kongresshauses 1973 wurden diese in den großen Saal integriert. Der Altbestand ist dabei außen durch die Beibehaltung der alten Baulinie, die als Nischen vermauerten Rundbogenfenster sowie durch die genutete Fassade im Erdgeschoß kenntlich gemacht. | BDA-Hist.: Q1781572 Status: § 2a Stand der BDA-Liste: 2025-06-30 Name: Kongreßhaus Dogana GstNr.: .413 Kongresshaus Innsbruck |
| ja    | Datei hochladen | Gasthaus Löwenhaus HERIS-ID: 39463 Objekt-ID: 39215 TKK: 116177                                                                  | Rennweg 5 Standort KG: Innsbruck                       | Der 1628 erstmals urkundlich erwähnte Bau wurde vermutlich in der zweiten Hälfte des 16. Jahrhunderts als Tierhaus errichtet, der Name leitet sich von dem darin befindlichen Löwenzwinger ab. Nach einem Brand wurde er 1714 als Sommerpalast des Gubernators Karl Philipp v. Pfalz-Neuburg neu gebaut. 1717 wurde er in eine Brauerei umgewandelt, seit Ende des 19. Jahrhunderts dient er als Gasthaus. Das zweigeschoßige Gebäude mit geschweiftem Mansardendach und einfachen Rechteckfenstern weist an der Hauptfassade im Süden ein einfaches Portal, an der Nordfassade in einer Wandnische das Wappen des Erbauers von 1714 auf. Das Innere wurde 1978 völlig umgebaut, im Keller hat sich ein Tonnengewölbe, in einer Stube die Täfelung vom Ende des 19. Jahrhunderts erhalten. | BDA-Hist.: Q37989547 Status: Bescheid Stand der BDA-Liste: 2025-06-30 Name: Gasthaus Löwenhaus GstNr.: .789/4 |
| ja BW | Datei hochladen | Ansitz Löwenhaus, ehem. „Böhmisches Lusthaus“ HERIS-ID: 39464 Objekt-ID: 39216 TKK: 116181                                       | Rennweg 9 Standort KG: Innsbruck                       | Der 1628 erstmals urkundlich erwähnte Bau wurde vermutlich in der zweiten Hälfte des 16. Jahrhunderts als Lusthaus im ehemaligen Fasanengarten errichtet. 1717 wurde er in eine Brauerei umgewandelt, seit Ende des 19. Jahrhunderts dient er als Wohnhaus. 1876, 1901 und 1910 wurde er umgebaut. Das langgestreckte zweigeschoßige Gebäude mit hohem Walmdach weist reich gestaltete Fassaden auf. Die Hauptfassade im Süden ist mit Pilastern und Putzrahmen um die Fenster, Dreieck- und Segmentbogengiebeln und Stuckverzierungen gegliedert. An der Westseite befindet sich ein Vorbau auf vier Säulen von 1901. Im Keller haben sich drei tonnengewölbte Räume mit Stichkappen erhalten. | BDA-Hist.: Q37989557 Status: Bescheid Stand der BDA-Liste: 2025-06-30 Name: Ansitz Löwenhaus, ehem. „Böhmisches Lusthaus“ GstNr.: .792/1, .792/3 |
| ja    | Datei hochladen | Villa Holzmann HERIS-ID: 46917 Objekt-ID: 49305 TKK: 116173                                                                      | Rennweg 27 Standort KG: Innsbruck                      | Die Villa wurde 1936 von Franz Baumann im Stil der Neuen Sachlichkeit entworfen und 1956 nach seinen Plänen zu einem Bürohaus umgebaut. Der zweigeschoßige kubische Bau weist an der Südecke einen weit ausladenden, halbkreisförmigen Erker über dem an dieser Stelle zurückgesetzten Erdgeschoß auf, nach Osten hin schließt eine geschlossene Mauerfläche an. Das Innere mit dem mit Holz verkleideten und mit Einbaumöbeln ausgestatteten Wohnzimmer wurde ebenfalls von Baumann gestaltet. | BDA-Hist.: Q38024747 Status: Bescheid Stand der BDA-Liste: 2025-06-30 Name: Villa Holzmann GstNr.: 618/10 |
| ja    | Datei hochladen | Villa Spängler HERIS-ID: 46292 Objekt-ID: 48028 TKK: 116175                                                                      | Rennweg 30 Standort KG: Innsbruck                      | Die Villa wurde 1906 in der Art eines kleinen Landschlösschens mit gotisierenden Formen errichtet. Die Fassaden sind durch übergiebelte Risalite und gotisierende Blendmaßwerkfelder gegliedert. An der Westseite befindet sich eine segmentbogig geöffnete Portalvorhalle, an der Ostfassade ein auf Konsolen ruhender, übergiebelter Breiterker. Das asymmetrische, biberschwanzgedeckte Zeltdach weist Dachhäuschen über den Fensterachsen und einschneidende Satteldächer über den Risaliten auf. Die Erdgeschoßräume sind mit kunstvoll verzierten Holztäfelungen versehen. | BDA-Hist.: Q38020418 Status: Bescheid Stand der BDA-Liste: 2025-06-30 Name: Villa Spängler GstNr.: .1217, .1288 Villa Spängler, Innsbruck |
| ja    | Datei hochladen | Panorama-Rotunde HERIS-ID: 39465 Objekt-ID: 39217 TKK: 116176                                                                    | Rennweg 39 Standort KG: Innsbruck                      | Das Riesenrundgemälde wurde 1907 als zwölfeckiges Gebäude mit Zeltdach und Laterne neben der Hungerburgbahn-Talstation errichtet und beherbergte das 1895 von Michael Zeno Diemer geschaffene Panorama der dritten Schlacht am Bergisel. Das Gemälde selbst wurde 2010 gegen den Widerstand der Denkmalbehörden in das neu errichtete „Tirol Panorama“ auf dem Bergisel verbracht. Bis dahin war es eines von nur vier nahezu unverändert in ihrer Originalrotunde erhaltenen Panoramen. Das Gebäude am Rennweg steht seither leer. | BDA-Hist.: Q59588455 Status: Bescheid Stand der BDA-Liste: 2025-06-30 Name: Panorama-Rotunde GstNr.: .1233 Panorama-Rotunde, Innsbruck |
| ja    | Datei hochladen | Klosterkirche Maria Unbefleckte Empfängnis d. Barmherzigen Schwestern (m. Kreuzgang) HERIS-ID: 62061 Objekt-ID: 74578 TKK: 20761 | Rennweg 40 Standort KG: Innsbruck                      | Die Klosterkirche der Barmherzigen Schwestern wurde 1881–1883 im neuromanischen Stil errichtet. Die dreischiffige Basilika mit stark überhöhtem Mittelschiff weist einen polygonal geschlossenen Chor und eine durch Gesimse gegliederte Fassade mit offenem Giebelreiter auf. Im Inneren weist das Mittelschiff eine bemalte Kassettendecke, die Seitenschiffe und die Empore Balkendecken und das Chorjoch ein Kreuzgewölbe auf. Chor, Apsiden, Triumphbogen, Langhauswände, Orgelempore und Vorhalle sind mit figürlichen Darstellungen sowie Schablonenmalerei von 1883/84 geschmückt. | BDA-Hist.: Q22671056 Status: Bescheid Stand der BDA-Liste: 2025-06-30 Name: Klosterkirche Maria Unbefleckte Empfängnis d. Barmherzigen Schwestern (m. Kreuzgang) GstNr.: .795 Klosterkirche Maria Unbefleckte Empfängnis, Innsbruck                                  |
| ja    | Datei hochladen | Talstation Hungerburgbahn HERIS-ID: 270348seit 2025                                                                              | Rennweg 41 Standort KG: Innsbruck                      | → Hauptartikel : Hungerburgbahn (1906–2005) f1 | BDA-Hist.: Q135167876 Status: Themenspeicher Stand der BDA-Liste: 2025-06-30 Name: Talstation Hungerburgbahn GstNr.: .1227 Alte Hungerburgbahn, Talstation |
| ja BW | Datei hochladen | Hungerburgbahn, Innbrücke HERIS-ID: 100164 Objekt-ID: 116376 TKK: 116283                                                         | Rennweg 41 Standort KG: Innsbruck                      | Die 156 m lange Brücke der alten Hungerburgbahn wurde 1906 als Eisenfachwerkbrücke errichtet. Sie führt steil ansteigend mit zwei Flusspfeilern und einem am nördlichen Ufer über den Inn und den Hohen Weg. Der nördliche Teil liegt in der Katastralgemeinde Mühlau. | BDA-Hist.: Q106777178 Status: Bescheid Stand der BDA-Liste: 2025-06-30 Name: Hungerburgbahn, Innbrücke GstNr.: .1227, 692, 1086, 1135/1 Alte Hungerburgbahn, Innbrücke                                                                                               |
| ja    | Datei hochladen | Evang. Pfarrkirche A.B. Christuskirche HERIS-ID: 76399 Objekt-ID: 89960 TKK: 37410                                               | Richard-Wagner-Straße 4 Standort KG: Innsbruck         | Der gotisierende Kirchenbau mit romanischen Anklängen wurde 1905 nach den Plänen der Architekten Klemens Kattner und Gustav Knell erbaut und 1906 geweiht. | BDA-Hist.: Q21964298 Status: § 2a Stand der BDA-Liste: 2025-06-30 Name: Evang. Pfarrkirche A.B. Christuskirche GstNr.: 734/6 Christuskirche Innsbruck |
| ja    | Datei hochladen | Villa HERIS-ID: 46705 Objekt-ID: 48838 TKK: 83603                                                                                | Richard-Wagner-Straße 3 Standort KG: Innsbruck         | | BDA-Hist.: Q38023129 Status: Bescheid Stand der BDA-Liste: 2025-06-30 Name: Villa GstNr.: .1352, 628/2, 629/2 Richard-Wagner-Straße 3, Innsbruck |
| ja    | Datei hochladen | Evang. Pfarrhaus HERIS-ID: 55602 Objekt-ID: 64323 TKK: 116183                                                                    | Richard-Wagner-Straße 4 Standort KG: Innsbruck         | Das Pfarrhaus der Christuskirche wurde 1903/04 nach Plänen von Clemens Kattner und Gustav Knell erbaut und später mehrfach erweitert. Der zweigeschoßige Bau im Heimatstil ist durch einen Gang mit der Kirche verbunden. Der vorspringende nordöstliche Gebäudeteil weist einen Polygonalerker, drei Rundbogenfenster und einen Krüppelwalmgiebel auf. Über dem Rundbogenportal am anschließenden Gebäudeteil befindet sich ein von Ernst Nepo um 1925 geschaffenes Fresko mit einer Darstellung Martin Luthers. | BDA-Hist.: Q38066523 Status: § 2a Stand der BDA-Liste: 2025-06-30 Name: Evang. Pfarrhaus GstNr.: 734/6 Rectory of Christuskirche (Innsbruck) |
| ja    | Datei hochladen | Zinsvilla HERIS-ID: 46916 Objekt-ID: 49304 TKK: 116184                                                                           | Richard-Wagner-Straße 9 Standort KG: Innsbruck         | | BDA-Hist.: Q38024738 Status: Bescheid Stand der BDA-Liste: 2025-06-30 Name: Zinsvilla GstNr.: .1317 Richard-Wagner-Straße 9, Innsbruck |
| ja    | Datei hochladen | Villa HERIS-ID: 46568 Objekt-ID: 48663 TKK: 116182                                                                               | Richard-Wagner-Straße 10 Standort KG: Innsbruck        | | BDA-Hist.: Q38022620 Status: Bescheid Stand der BDA-Liste: 2025-06-30 Name: Villa GstNr.: .1291 Richard-Wagner-Straße 10, Innsbruck |
| ja    | Datei hochladen | Grenzstein Innsbruck-Hötting HERIS-ID: 86913 Objekt-ID: 101250 TKK: 116186                                                       | gegenüber Riedgasse 49 Standort KG: Innsbruck          | Der aus dem 18. Jahrhundert stammende Grenzstein zwischen Innsbruck und der ehemals eigenständigen Gemeinde Hötting zeigt das Innsbrucker Stadtwappen und den Bindenschild. Anmerkung: Standortangabe näherungsweise. | BDA-Hist.: Q37717762 Status: § 2a Stand der BDA-Liste: 2025-06-30 Name: Grenzstein Innsbruck-Hötting GstNr.: 1014 |
| ja BW | Datei hochladen | Bürgerhaus HERIS-ID: 39467 Objekt-ID: 39219 TKK: 116190                                                                          | Riesengasse 3 Standort KG: Innsbruck                   | Das im Kern aus dem 16. Jahrhundert stammende Haus wurde im 18. Jahrhundert im Inneren barockisiert. Das fünfgeschoßige Giebelhaus mit fast quadratischem Grundriss, vierachsiger Vorderfront und Walmdach mit seitlichen Mulden weist eine Treppe mit Lichtschacht in der Mitte des Hauses und an der Fassade ein breit abgeschrägtes Rundbogenportal und eine Erdbebenstütze auf. Im Inneren haben sich ein tonnengewölbter Flur mit Stichkappen, ein Rundbogenportal zum Keller und eine zweiarmige Treppe mit barockem Geländer aus Holz erhalten. | BDA-Hist.: Q37989573 Status: Bescheid Stand der BDA-Liste: 2025-06-30 Name: Bürgerhaus GstNr.: .450 Riesengasse 3, Innsbruck |
| ja BW | Datei hochladen | Bürgerhaus HERIS-ID: 46384 Objekt-ID: 48284 TKK: 22871                                                                           | Riesengasse 4 Standort KG: Innsbruck                   | Das viergeschoßige Haus mit einem Baukern aus dem 13. Jahrhundert wurde Ende des 15. Jahrhunderts gotisch und Ende des 18. Jahrhunderts barock umgebaut. Die einfach gestaltete, fünfachsige Fassade weist einen Rechteckerker und ein breites Rundbogenportal auf und ist mit einem Mariahilf-Bild in einem Rundmedaillon geschmückt. Im Inneren haben sich ein stichkappengewölbter Flur, Putzgratgewölbe auf Wandvorlagen und eine Balkendecke aus der Gotik sowie eingezogene Stuckdecken aus dem Barock erhalten. | BDA-Hist.: Q38021037 Status: Bescheid Stand der BDA-Liste: 2025-06-30 Name: Bürgerhaus GstNr.: .449 |
| ja BW | Datei hochladen | Bürgerhaus Pfeifhofer HERIS-ID: 39468 Objekt-ID: 39220 TKK: 116191                                                               | Riesengasse 6 Standort KG: Innsbruck                   | Das 1495 erstmals urkundlich belegte Haus hat einen Baukern aus dem 15./16. Jahrhundert. Das fünfgeschoßige, weit in die Tiefe reichende Giebelhaus weist eine dreiachsige Vorderfront mit einem breiten Rundbogenportal mit gekehltem Gewände auf. Im Inneren finden sich ein tonnengewölbter Flur mit Stichkappen und Gratnetz, eine spätgotische Treppenanlage mit Tonnengewölbe und ein quadratischer Raum mit Kreuzgewölbe auf Rundsäule und Wandpfeilern. | BDA-Hist.: Q37989584 Status: Bescheid Stand der BDA-Liste: 2025-06-30 Name: Bürgerhaus Pfeifhofer GstNr.: .448 |
| ja BW | Datei hochladen | Bürgerhaus HERIS-ID: 39470 Objekt-ID: 39222 TKK: 116192                                                                          | Riesengasse 8 Standort KG: Innsbruck                   | Das Haus mit Baukern aus dem 16. Jahrhundert ist urkundlich seit 1536 belegt. Das viergeschoßige Haus mit ausgebautem Giebelgeschoß und Walmdach mit seitlichen Mulden weist an der sechsachsigen Fassade ein breites Rundbogenportal und einen dreiseitigen Erker über reich profiliertem Anlauf auf. Im Innen hat sich ein Flur mit Sterngewölbe auf abgefasten Wandpfeilern erhalten. Zwischen den Fenstern im Erdgeschoß befindet sich ein Sgraffito von Fritz Berger von 1957. | BDA-Hist.: Q37989594 Status: Bescheid Stand der BDA-Liste: 2025-06-30 Name: Bürgerhaus GstNr.: .447 |
| ja BW | Datei hochladen | Bürgerhaus HERIS-ID: 39471 Objekt-ID: 39223 TKK: 116193                                                                          | Riesengasse 9 Standort KG: Innsbruck                   | Das Haus mit Baukern aus dem 16. Jahrhundert ist urkundlich seit 1580 belegt. Das fünfgeschoßige Haus mit fast quadratischem Grundriss und Satteldach weist an der Fassade einen zweigeschoßigen, vierseitigen Erker und eine über zwei Geschoße reichende Erdbebenmauer auf. Im Inneren hat sich ein tonnengewölbter Erdgeschoßflur erhalten. | BDA-Hist.: Q37989605 Status: Bescheid Stand der BDA-Liste: 2025-06-30 Name: Bürgerhaus GstNr.: .453 |
| ja BW | Datei hochladen | Bürgerhaus HERIS-ID: 39472 Objekt-ID: 39224 TKK: 116188                                                                          | Riesengasse 10 Standort KG: Innsbruck                  | Das viergeschoßige Eckhaus zur Stiftgasse mit ausgebautem Giebelgeschoß und Walmdach stammt im Kern aus dem 15./16. Jahrhundert. An der Fassade zur Riesengasse befinden sich Rundbogenportal und starke Erdbebenmauern, über dem Portal ein Sgraffito von Walter Honeder. Die Fassade zur Stiftgasse weist Fenster mit teilweise schräger, oben gekehlter Laibung auf. Unter dem Putz befindet sich romanisches Mauerwerk, das möglicherweise aus dem 12. Jahrhundert stammt. Im Inneren haben sich ein tonnengewölbter Flur mit Stichkappen und rundbogige Portalgewände erhalten. | BDA-Hist.: Q37989612 Status: Bescheid Stand der BDA-Liste: 2025-06-30 Name: Bürgerhaus GstNr.: .446 Riesengasse 10, Innsbruck |
| ja BW | Datei hochladen | Gasthaus Dengg HERIS-ID: 39473 Objekt-ID: 39225 TKK: 116189                                                                      | Riesengasse 11 Standort KG: Innsbruck                  | Das im Kern aus dem 16. Jahrhundert stammende Gebäude ist urkundlich seit 1529 belegt. Das fünfgeschoßige Giebelhaus mit trapezförmigem Grundriss und Grabendach weist an der Mittelachse einen vierseitigen, dreigeschoßigen Erker mit profiliertem Anlauf auf. Im Inneren befindet sich ein kurzer, überwölbter Flur, der in eine tonnengewölbte Halle mündet. Eine einarmige, überwölbte Treppe führt in die oberen Geschoße, die Spindelmauer ist durch eine ansteigende Segmentbogenöffnung durchbrochen. Im zweiten Obergeschoß findet sich ein von einer mittleren Rundsäule gestützter Arkadenbogen. | BDA-Hist.: Q37989622 Status: Bescheid Stand der BDA-Liste: 2025-06-30 Name: Gasthaus Dengg GstNr.: .454 |
| ja    | Datei hochladen | Wohn- und Geschäftshaus HERIS-ID: 55566 Objekt-ID: 64271 TKK: 68916                                                              | Salurner Straße 4 Standort KG: Innsbruck               | Das Gebäude wurde 1881 nach Plänen von Jacob Norer als Dampf-, Wasch- und Badeanstalt errichtet und um 1930 zu einem Wohnhaus umgebaut. Das viergeschoßige, neunachsige Gebäude weist eine Neorenaissancefassade auf, die mit Risaliten mit Ädikulen mit Dreiecksgiebeln, Pilastern, Gesimsen und Fensterrahmungen gegliedert ist. In der rechten Achse befindet sich der Hauseingang mit Glasfüllung und geometrischem Schmiedeeisengitter zum Treppenhaus mit dreiarmiger Steintreppe mit Eisengeländer (um 1930). In der linken Achse führt eine Durchfahrt in den Hof. An den Seitenwänden befinden sich vier Rundbogennischen mit Stuckstatuen der vier Jahreszeiten. | BDA-Hist.: Q38066232 Status: § 2a Stand der BDA-Liste: 2025-06-30 Name: Wohn- und Geschäftshaus GstNr.: .892 |
| ja    | Datei hochladen | Städtisches Dampfbad HERIS-ID: 26630 Objekt-ID: 23117 TKK: 68918                                                                 | Salurner Straße 6 Standort KG: Innsbruck               | Das Städtische Dampfbad wurde 1926/27 nach Plänen von Fritz Konzert erbaut. Das vier- bzw. fünfgeschoßige Eckgebäude weist eine abgerundete, von einem zweimal abgestuften turmartigen Aufbau bekrönte Ecke auf. Die Fassade in der Salurner Straße ist durch einen dreigeschoßigen Mittelerker und ein dreiachsiges Attikageschoß akzentuiert. In der Adamgasse schließt ein eingeschoßiger dreiachsiger Anbau, die Bassinhalle, an. Das monumentale Portal an der Ecke ist mit Steinlisenen und Steindekor von Josef Wolf gegliedert. Das Vestibül ist mit Glas, Holz, Marmor, Fliesen und Messing gestaltet. Die Bassinhalle mit rundem Becken und Umgang weist Glasmalereifenster und ein Mosaikband mit Blütendekor auf. Das Dampfbad zählt in architektonischer und funktionaler Hinsicht zu den bedeutendsten Bauten der 1920er Jahre in Innsbruck. | BDA-Hist.: Q2360035 Status: Bescheid Stand der BDA-Liste: 2025-06-30 Name: Städtisches Dampfbad GstNr.: .1385 Städtisches Dampfbad, Innsbruck |
| ja    | Datei hochladen | Bürgerhaus-Steinportal HERIS-ID: 39477 Objekt-ID: 39229 TKK: 116197                                                              | Sankt-Nikolaus-Gasse 32 Standort KG: Innsbruck         | Das urkundlich seit 1523 belegte Haus stammt im Kern aus dem 17. Jahrhundert. Das aus der zweiten Achse von links gerückte Nagelfluhportal aus dem 17. Jahrhundert ist im Korbbogen geschlossen und wird von zwei kräftigen Rundstäben und einer tiefen Randkehle gegliedert. | BDA-Hist.: Q37989643 Status: Bescheid Stand der BDA-Liste: 2025-06-30 Name: Bürgerhaus-Steinportal GstNr.: .120 |
| ja    | Datei hochladen | Kath. Pfarrkirche, hl. Nikolaus und Friedhof HERIS-ID: 110575 Objekt-ID: 128282 TKK: 116218                                      | Sankt-Nikolaus-Gasse 35 Standort KG: Innsbruck         | Die neugotische Kirche wurde anstelle eines Vorgängerbaus 1881–1885 nach Plänen von Friedrich von Schmidt errichtet. Die dreischiffige Hallenkirche mit Querschiff und polygonalem Chor ist außen mit Strebepfeilern gegliedert. Das vierjochige Innere weist ein Kreuzrippengewölbe auf, das mit Malereien von Franz und Karl Jobst geschmückt ist. Die einheitliche neugotische Ausstattung, darunter mehrere Flügelaltäre, wurde u.a. von Josef Bachlechner dem Älteren, Alois Winkler und Serafin Eberhart geschaffen. Der 1564 geweihte Friedhof um die Kirche wurde mehrmals erweitert und 1854 mit Arkaden umgeben. 1953 wurde die ehemalige Grabkapelle der Familie Oberlindober zu einer Aufbahrungshalle umgestaltet, 1972 wurden die zwei östlichsten Arkaden im Norden zu einem kleinen Urnenfriedhof umgebaut. | BDA-Hist.: Q37819466 Status: § 2a Stand der BDA-Liste: 2025-06-30 Name: Kath. Pfarrkirche, hl. Nikolaus und Friedhof GstNr.: .60, .59, 56 Pfarrkirche St. Nikolaus, Innsbruck                                                                                        |
| ja BW | Datei hochladen | Miethaus HERIS-ID: 45856 Objekt-ID: 47327 TKK: 116200                                                                            | Schillerstraße 1 Standort KG: Innsbruck                | | BDA-Hist.: Q38017843 Status: Bescheid Stand der BDA-Liste: 2025-06-30 Name: Miethaus GstNr.: .1111 |
| ja BW | Datei hochladen | Miethaus HERIS-ID: 57607 Objekt-ID: 67826 TKK: 116203                                                                            | Schillerstraße 2 Standort KG: Innsbruck                | | BDA-Hist.: Q38077413 Status: Bescheid Stand der BDA-Liste: 2025-06-30 Name: Miethaus GstNr.: .1110 |
| ja    | Datei hochladen | Wohnhaus HERIS-ID: 44580 Objekt-ID: 45403 TKK: 116206                                                                            | Schillerstraße 9 Standort KG: Innsbruck                | | BDA-Hist.: Q38010097 Status: Bescheid Stand der BDA-Liste: 2025-06-30 Name: Wohnhaus GstNr.: .1254 Schillerstraße 9, Innsbruck |
| ja    | Datei hochladen | Miethaus HERIS-ID: 91038 Objekt-ID: 105749 TKK: 50185                                                                            | Schillerstraße 17 Standort KG: Innsbruck               | | BDA-Hist.: Q37751315 Status: Bescheid Stand der BDA-Liste: 2025-06-30 Name: Miethaus GstNr.: .1301 Schillerstraße 17, Innsbruck |
| ja    | Datei hochladen | Miethaus HERIS-ID: 55589 Objekt-ID: 64301 TKK: 116202                                                                            | Schillerstraße 19 Standort KG: Innsbruck               | | BDA-Hist.: Q38066408 Status: § 2a Stand der BDA-Liste: 2025-06-30 Name: Miethaus GstNr.: .1379 Schillerstraße 19, Innsbruck |
| ja    | Datei hochladen | Miethaus HERIS-ID: 56484 Objekt-ID: 65943 TKK: 116204                                                                            | Schillerstraße 20 Standort KG: Innsbruck               | | BDA-Hist.: Q38072738 Status: Bescheid Stand der BDA-Liste: 2025-06-30 Name: Miethaus GstNr.: .1401 Schillerstraße 20, Innsbruck |
| ja    | Datei hochladen | Miethaus HERIS-ID: 55590 Objekt-ID: 64302 TKK: 116205                                                                            | Schillerstraße 21 Standort KG: Innsbruck               | | BDA-Hist.: Q38066418 Status: § 2a Stand der BDA-Liste: 2025-06-30 Name: Miethaus GstNr.: .1383 Schillerstraße 21, Innsbruck |
| ja    | Datei hochladen | Ehem. Ansitz Karlsburg HERIS-ID: 55488 Objekt-ID: 64171 TKK: 116211                                                              | Schlossergasse 3 Standort KG: Innsbruck                | Der Ansitz zu beiden Seiten des Kolbenturms wurde 1583 durch die Vereinigung älterer Gebäude geschaffen. Nach Bombenschäden im Zweiten Weltkrieg wurde er unter Verwendung alter Bauteile neu errichtet. Am Trakt östlich des Turmes befindet sich eine erkerartige Ausladung über spätgotischen Kragsteinen mit Astwerkkonsolen, am erneuerten Westtrakt ein Marmorrelief von 1585 mit dem Wappen des Ritters Karl Schurff zu Schönwört, dem Erbauer des Ansitzes. | BDA-Hist.: Q38065904 Status: § 2a Stand der BDA-Liste: 2025-06-30 Name: Ehem. Ansitz Karlsburg GstNr.: .363 Ehemaliger Ansitz Karlsburg |
| ja    | Datei hochladen | Bürgerhaus HERIS-ID: 39479 Objekt-ID: 39231 TKK: 116208                                                                          | Schlossergasse 15 Standort KG: Innsbruck               | Das im Kern aus dem 15. Jahrhundert stammende fünfgeschoßige Gebäude ist urkundlich seit 1480 belegt. An der Hauptfassade zur Schlossergasse befinden sich ein Rundbogenportal sowie ein dreiseitiger und ein vierseitiger Polygonalerker, die beide Brüstungs- und Sturzgesimsen und ein halbes Zeltdach aufweisen. Die Fassade zum Marktgraben weist einen dreigeschoßigen Polygonalerker auf. Im Inneren hat sich ein Flur mit Tonnengewölbe erhalten. | BDA-Hist.: Q37989653 Status: Bescheid Stand der BDA-Liste: 2025-06-30 Name: Bürgerhaus GstNr.: .354 Schlossergasse 15, Innsbruck |
| ja    | Datei hochladen | Bürgerhaus HERIS-ID: 39480 Objekt-ID: 39232 TKK: 116209                                                                          | Schlossergasse 19 Standort KG: Innsbruck               | Das im Kern aus dem 15. Jahrhundert stammende viergeschoßige Gebäude ist urkundlich seit 1456 belegt. An der dreiachsigen Fassade zur Schlossergasse befinden sich ein zweigeschoßiger, dreiseitiger Polygonalerker, ein rundbogiges, abgeschrägtes Nagelfluhportal und eine Erdbebenstützmauer, an der vierachsigen Fassade zum Marktgraben ein vierseitiger Polygonalerker. Im Inneren hat sich ein tonnengewölbter Flur mit gratigen Stichkappen erhalten. | BDA-Hist.: Q37989663 Status: Bescheid Stand der BDA-Liste: 2025-06-30 Name: Bürgerhaus GstNr.: .352 Schlossergasse 19, Innsbruck |
| ja    | Datei hochladen | Bürgerhaus-Steinportal HERIS-ID: 39483 Objekt-ID: 39235                                                                          | Schlossergasse 23 Standort KG: Innsbruck               | Das im Kern aus dem 15. Jahrhundert stammende Gebäude wurde 1456 erstmals urkundlich erwähnt. An der Fassade zur Schlossergasse befindet sich ein Rundbogenportal mit einem reich profilierten Gewände, das von Gregor Türing (1465–1543) geschaffen wurde. | BDA-Hist.: Q37989673 Status: Bescheid Stand der BDA-Liste: 2025-06-30 Name: Bürgerhaus-Steinportal GstNr.: .351 |
| ja    | Datei hochladen | Kriegerdenkmal HERIS-ID: 108507 Objekt-ID: 125985 TKK: 116216                                                                    | Schmelzergasse Standort KG: Innsbruck                  | Auf dem kubischen Sockel steht eine überlebensgroße Figur eines Soldaten aus Sandstein, am Sockel eine Bronzetafel mit den Namen der im Weltkrieg getöteten Gemeindemitglieder. Die Plastik von Johannes Obleitner wurde lt. Inschrift 1922 geschaffen und stammt aus dem Innsbrucker Westfriedhof. Sie wurde statt einer Holzpietà hier aufgestellt, die um 1959 im Kirchenlanghaus aufgestellt wurde. | BDA-Hist.: Q37812950 Status: § 2a Stand der BDA-Liste: 2025-06-30 Name: Kriegerdenkmal GstNr.: 1025 Kriegerdenkmal St. Nikolaus, Innsbruck |
| ja BW | Datei hochladen | Altes Landesgericht HERIS-ID: 55535 Objekt-ID: 64225 TKK: 81819                                                                  | Schmerlingstraße 1 Standort KG: Innsbruck              | Das Gerichtsgebäude wurde 1884–1887 nach Plänen von Joseph Winterhalder unter der Leitung von Anton Fritz sen. erbaut und nach Bombenschäden 1945–1950 unter Leitung von Hans Feßler wiederhergestellt. Der dreigeschoßige Neorenaissance-Bau umschließt mit vier Flügeln einen Innenhof. Die Hauptfassade, die die gesamte Länge der Schmerlingstraße einnimmt, weist einen walmdachgedeckten Mittelrisalit auf. Dessen drei mittlere Achsen nimmt ein monumentaler Portalvorbau mit kannelierten Säulen und darüberliegendem Steinbalkon ein. Der durch ein Gesims abgeschlossene Sockelbereich ist in Steinrustika, das restliche Erdgeschoß in Putzrustika gestaltet. Über dem Erdgeschoß verläuft ein antikisierender Fries. Die Obergeschoße sind mit Putzquaderfugen gegliedert, die Fenster sind profiliert und gerahmt. Das Treppenhaus springt an der Hofseite vor. Der ehemalige Verhandlungssaal im zweiten Obergeschoß ist mit einem Spiegelgewölbe und einer geschichteten Pilasterordnung versehen. | BDA-Hist.: Q38066116 Status: Bescheid Stand der BDA-Liste: 2025-06-30 Name: Altes Landesgericht GstNr.: .958 Oberlandesgericht und Landesgericht Innsbruck (old building)                                                                                            |
| ja    | Datei hochladen | 5 Zinshäuser HERIS-ID: 30142 Objekt-ID: 26873 TKK: 15438, 81820, 81821                                                           | Schmerlingstraße 2, 4, 6 Standort KG: Innsbruck        | Die fünf Häuser Fallmerayerstraße 14, Schmerlingstraße 2, 4, 6 und Bürgerstraße 21 bilden einen U-förmigen, palaisartigen Baukomplex von Zinshäusern, die 1887–1889 nach Plänen von Max von Loos für die Sparkasse Innsbruck erbaut wurden. Das mittlere Haus, Schmerlingstraße 4, springt risalitartig leicht vor. Die beiden Eckhäuser Schmerlingstraße 2 und 6 weisen Eckrisalite auf, die von einer Attika und einem Dach in Form eines Pyramidenstumpfes mit Abschlussgesims und umlaufendem Eisengitter bekrönt werden. Die einheitlich gestalteten Fassaden sind mit Erkern, Brüstungs- und Sturzgesimsen, Fensterrahmungen und Pilastern gegliedert und werden über dem obersten Geschoß von einem Kranzgesims abgeschlossen. Jedes Haus ist über ein Rundbogenportal mit reich verzierter Holztür erschlossen. | BDA-Hist.: Q37930936 Status: § 57-Mandatsbescheid Stand der BDA-Liste: 2025-06-30 Name: 5 Zinshäuser GstNr.: 1150/1 Schmerlingstraße 2-6, Innsbruck |
| ja    | Datei hochladen | Villa HERIS-ID: 46744 Objekt-ID: 48887 TKK: 116230                                                                               | Schumannstraße 4 Standort KG: Innsbruck                | | BDA-Hist.: Q38023356 Status: Bescheid Stand der BDA-Liste: 2025-06-30 Name: Villa GstNr.: .1218,.1289 |
| ja    | Datei hochladen | Hotel Roter Adler HERIS-ID: 39488 Objekt-ID: 39251 TKK: 116233                                                                   | Seilergasse 4 Standort KG: Innsbruck                   | Das Eckhaus stammt im Kern aus dem 16. Jahrhundert und wurde 1920 erneuert. Es entstand aus zwei fünfgeschoßigen Häusern mit Erkern und Satteldächern. An beiden Gebäudeteilen befinden sich Polygonalerker, Rundbogenportale und Erdbebenmauern. An der Gebäudeecke hängt ein schmiedeeisernes Wirtshausschild aus dem 17. Jahrhundert mit Inschrift von 1763. | BDA-Hist.: Q37989694 Status: Bescheid Stand der BDA-Liste: 2025-06-30 Name: Hotel Roter Adler GstNr.: .380, .381 Hotel Roter Adler, Innsbruck |
| ja    | Datei hochladen | Gasthaus Zum Goldenen Löwen HERIS-ID: 39489 Objekt-ID: 39252 TKK: 116234                                                         | Seilergasse 8 Standort KG: Innsbruck                   | Das fünfgeschoßige Eckhaus stammt im Kern aus dem 16. Jahrhundert und dient mindestens seit dem 18. Jahrhundert als Gasthaus, die heutige Form stammt aus dem 19. Jahrhundert. Die Front zur Seilergasse ist geknickt, die mittlere Achse springt im rechten Winkel ein und bildet die platzartige Erweiterung der Gasse. Die Fassaden wurden im 19. Jahrhundert historistisch gestaltet, mit den Erdbebenmauern aus schräg angestellten, unverputzten Nagelfluhquadern haben sich gotische Baudetails erhalten. Der Stiegenaufgang ins erste Obergeschoß weist eine halbhohe waagrechte Holztäfelung im Stil der Neuen Sachlichkeit auf, im Lichthof erschließt eine gewendelte, mit einem Schmiedeeisengitter aus dem 19. Jahrhundert versehene Treppe das Gebäude. | BDA-Hist.: Q37989703 Status: Bescheid Stand der BDA-Liste: 2025-06-30 Name: Gasthaus Zum Goldenen Löwen GstNr.: .329 Gasthaus Goldener Löwe, Innsbruck |
| ja BW | Datei hochladen | Gasthaus Zum Hirschen HERIS-ID: 39474 Objekt-ID: 39226 TKK: 116235                                                               | Seilergasse 9 Standort KG: Innsbruck                   | Das im Kern aus dem 15./16. Jahrhundert stammende Gebäude ist seit 1633 urkundlich als Gasthaus belegt. Das fünfgeschoßige Eckhaus mit Mansardendach weist an der Fassade zur Seilergasse einen Eckerker, einen dreiseitigen Polygonalerker und einen dreigeschoßigen Breiterker auf spätgotischen Kragsteinen auf, dazu ein Rundbogenportal und eine Erdbebenmauer. Die Erkertürmchen wurden später hinzugefügt. | BDA-Hist.: Q37989633 Status: Bescheid Stand der BDA-Liste: 2025-06-30 Name: Gasthaus Zum Hirschen GstNr.: .330 Gasthaus Goldener Hirsch, Innsbruck |
| ja    | Datei hochladen | Bürgerhaus HERIS-ID: 39490 Objekt-ID: 39253 TKK: 116232                                                                          | Seilergasse 12 Standort KG: Innsbruck                  | Das im Kern aus dem 15./16. Jahrhundert stammende Gebäude wurde nach Bombenschäden im Zweiten Weltkrieg teilweise erneuert. Die schlichte Fassade zeigt einfache Fensterfaschen, ein Kranzgesims, einen schwach vorspringenden, breiten Erker und ein historistisches Mosaik des hl. Josef. Vier schräg anlaufende Stützpfeiler aus unbehauenem Nagelfluh reichen bis zum ersten Obergeschoß. In der linken Achse befindet sich ein rechteckiger abgefaster Eingang aus Nagelfluh mit einem steinernen Dreiecksgiebel. Der Flur weist im Erdgeschoß ein Tonnengewölbe mit Stichkappen und aufgesetztem Netzgrat sowie zwei korbbogige Nagelfluhportale und eine rundbogige Brunnennische auf. Auch der benachbarte Laden besitzt ein Tonnengewölbe mit Stichkappen. Die flache Balkendecke des Kellers wird von einem hölzernen Mittelpfeiler gestützt. | BDA-Hist.: Q37989713 Status: Bescheid Stand der BDA-Liste: 2025-06-30 Name: Bürgerhaus GstNr.: .325 |
| ja    | Datei hochladen | Sanatorium Kettenbrücke der Barmherzigen Schwestern, Altbau HERIS-ID: 55595 Objekt-ID: 64312 TKK: 44980                          | Sennstraße 1 Standort KG: Innsbruck                    | Das Sanatorium der Barmherzigen Schwestern wurde 1909 im neubarocken Stil errichtet. Der monumentale, dreigeschoßige Bau ist mit einem Mittelrisalit und seitlichen Flügeln symmetrisch angeordnet. In der Mitte befindet sich die über zwei Geschoße reichende Kapelle, deren Chor aus dem Mittelrisalit hinausragt und von einem Dachreiter mit Zwiebelhaube bekrönt wird. Die Fenster des Chores zeigen Glasmalereien des hl. Vinzenz von Paul und der hl. Katharina, das Deckengemälde stellt die Dreifaltigkeit dar. Die übrigen Innenräume wurden mehrmals umgebaut und den geänderten medizinischen Anforderungen angepasst. Original erhalten hat sich die zweiflügelige Eingangstür mit ornamentaler Vergitterung der Glasfelder und der Lünette. | BDA-Hist.: Q38066482 Status: Bescheid Stand der BDA-Liste: 2025-06-30 Name: Sanatorium Kettenbrücke der Barmherzigen Schwestern, Altbau GstNr.: 698/2 Sanatorium Kettenbrücke                                                                                        |
| ja    | Datei hochladen | Sanatorium, Portiershaus und Einfriedungsmauer HERIS-ID: 88022 Objekt-ID: 102534 TKK:                                            | Sennstraße 1a Standort KG: Innsbruck                   | | BDA-Hist.: Q37723363 Status: § 2a Stand der BDA-Liste: 2025-06-30 Name: Sanatorium, Portiershaus und Einfriedungsmauer GstNr.: 698/3, 700/2, 723/1, 723/2, 723/9, 723/10                                                                                             |
| ja BW | Datei hochladen | Kapelle im Exerzitienhaus der Barmherzigen Schwestern HERIS-ID: 62060 Objekt-ID: 74577 TKK: 20303                                | Sennstraße 3 Standort KG: Innsbruck                    | Das Internats- und Exerzitienhaus neben dem Mutterhaus und der Klosterkirche der Barmherzigen Schwestern wurde um 1930 errichtet, das lang gestreckte, viergeschoßige Gebäude ist ohne besondere baukünstlerische Qualitäten. Im zweiten Obergeschoß befindet sich die Hauskapelle, ein rechteckiger Saalraum mit Holzdecke und stark eingezogener, halbrund geschlossener Apsis und Holzempore an der Rückwand. Das Glasmalereifenster der Tiroler Glasmalerei und Mosaik Anstalt stammt aus dem Jahr 1938 und zeigt figurale Heiligendarstellungen. | BDA-Hist.: Q38098651 Status: Bescheid Stand der BDA-Liste: 2025-06-30 Name: Kapelle im Exerzitienhaus der Barmherzigen Schwestern GstNr.: 729/3 |
| ja    | Datei hochladen | Villa HERIS-ID: 46463 Objekt-ID: 48511 TKK: 116236                                                                               | Siebererstraße 1 Standort KG: Innsbruck                | | BDA-Hist.: Q38021827 Status: Bescheid Stand der BDA-Liste: 2025-06-30 Name: Villa GstNr.: .945 Siebererstraße 1, Innsbruck |
| ja    | Datei hochladen | Villa HERIS-ID: 58272 Objekt-ID: 68812 TKK: 83611                                                                                | Siebererstraße 6 Standort KG: Innsbruck                | | BDA-Hist.: Q38082043 Status: Bescheid Stand der BDA-Liste: 2025-06-30 Name: Villa GstNr.: .1012 |
| ja    | Datei hochladen | Ehem. Waisenhaus/Siebererschule mit Einfriedungsmauer HERIS-ID: 55580 Objekt-ID: 64286 TKK: 83595                                | Siebererstraße 7 Standort KG: Innsbruck                | Das Gebäude wurde von Johann von Sieberer als Waisenhaus mit öffentlicher Schule gestiftet und 1886–1889 im Stil der Neorenaissance erbaut. Seit 1955 dient der Westtrakt, seit 1962 auch der Osttrakt als Schule. Der Mittelteil des mächtigen, dreigeschoßigen Baus wird von einer als Risalit vorspringenden Kapelle mit rückwärts anschließendem, ebenerdigem Gartenvestibül und einem Treppenhaus eingenommen, über das auch der Zugang zur darunter liegenden, 1896 errichteten Gruftkapelle erfolgt. Die rechts und links der Kapelle anschließenden Trakte sind um geräumige Lichthöfe angeordnet. Der das Gebäude umgebende Garten ist von einer niedrigen Breccie-Mauer eingefriedet, vor der Kapelle befindet sich ein halbkreisförmiger Platz. | BDA-Hist.: Q38066331 Status: § 2a Stand der BDA-Liste: 2025-06-30 Name: Ehem. Waisenhaus/Siebererschule mit Einfriedungsmauer GstNr.: 826/1, 826/2 Siebererschule |
| ja    | Datei hochladen | Jesuitenkolleg mit Ignatiuskapelle HERIS-ID: 55600 Objekt-ID: 64321 TKK: 116237                                                  | Sillgasse 4 Standort KG: Innsbruck                     | Die bis ins 16. Jahrhundert zurückgehenden Bauten des Jesuitenkollegs wurden in der ersten Hälfte des 18. und Mitte des 19. Jahrhunderts umgebaut und 1914 mit einer einheitlichen Fassade mit einem barockisierenden Portal versehen. Auf der Gartenseite wurde 1911/12 ein neuromanischer Kapellentrakt angebaut. Das die ganze Chorwand einnehmende Mosaik wurde 1914 von Emanuel Raffeiner geschaffen. | BDA-Hist.: Q38066501 Status: § 2a Stand der BDA-Liste: 2025-06-30 Name: Jesuitenkolleg mit Ignatiuskapelle GstNr.: .647/1, .647/2, .647/3, .654 Jesuitenkolleg Innsbruck, Sillgasse                                                                                  |
| ja    | Datei hochladen | Bürgerhaus HERIS-ID: 39491 Objekt-ID: 39254 TKK: 116238                                                                          | Sillgasse 7 Standort KG: Innsbruck                     | Das 1575 erstmals urkundlich erwähnte Haus stammt im Kern aus dem 16. Jahrhundert. Das viergeschoßige Haus mit rechteckigem Grundriss, Vorder- und Hinterwohnungen hat eine vierachsige Giebelfront und ein Satteldach. Der schmale Erdgeschoßflur ist zum Teil kreuzgewölbt. In der Mitte des Hauses verläuft eine gewendelte Treppe, die vom Hof her durch kleine, abgefaste Fenster beleuchtet wird. | BDA-Hist.: Q37989721 Status: Bescheid Stand der BDA-Liste: 2025-06-30 Name: Bürgerhaus GstNr.: .662 |
| ja    | Datei hochladen | Stadtpalais Pfeiffersberg HERIS-ID: 55508 Objekt-ID: 64193 TKK: 116239                                                           | Sillgasse 8 Standort KG: Innsbruck                     | Der ins 16. Jahrhundert zurückgehende Ansitz wurde zwischen 1712 und 1723 barock umgebaut, die Pläne dafür werden Georg Anton Gumpp zugeschrieben, könnten aber auch von ausführenden Baumeister Jakob Singer stammen. Seit 1897 ist er Teil des Jesuitenkollegs. Der viergeschoßige Bau mit hakenförmigem Grundriss und Walmdach ist an der Hauptfassade zur Sillgasse mit Eckerkern versehen. In den beiden Hauptgeschoßen befinden sich große herrschaftliche Räume, das oberste Geschoß ist niedrig als Attikageschoß ausgeführt. Das Innere wurde weitgehend erneuert, in der ursprünglichen Form erhalten ist der herrschaftliche Saal im zweiten Obergeschoß, der die ganze Breite der Südfront einnimmt. Der spiegelgewölbte Saal wurde um 1740 von Hans Singer mit reicher Stuckatur versehen und nach erheblichen Bombenschäden 1946/1947 wiederhergestellt. | BDA-Hist.: Q38065982 Status: § 2a Stand der BDA-Liste: 2025-06-30 Name: Stadtpalais Pfeiffersberg GstNr.: .654 Palais Pfeiffersberg |
| ja BW | Datei hochladen | Ansitz, Adeliges Damenstift HERIS-ID: 55489 Objekt-ID: 64173 TKK: 83588                                                          | Stiftgasse 1 Standort KG: Innsbruck                    | Das Gebäude geht auf das 1465 erstmals erwähnte „Harnaschhaus“ zurück, das im 16. Jahrhundert aufgestockt und erweitert wurde. 1769–1773 wurde es abermals erweitert und umgebaut, um das von Maria Theresia 1765 gegründete adelige Damenstift zu beherbergen. Die Räume im Erdgeschoß wurden 1929–1930 nach Plänen von Clemens Holzmeister umgestaltet, der Südtrakt nach Bombenschäden 1948 neu aufgebaut. Der Komplex besteht aus einem Längstrakt mit Front zum Burggraben und Rückseite zur Stiftgasse und einem Quertrakt, der einen Innenhof umschließt und an die Hofburg und die Hofkirche anschließt. Die Fassaden zum Burggraben sind als repräsentative Barockfassaden in Anlehnung an die Hofburg gestaltet und weist zwei von Pfeilern flankierte Portale und Korbgitterbalkone mit schmiedeeisernen Rankengittern auf. Im Nordtrakt hat sich weitgehende der spätgotische Mauerbestand erhalten. Der Innenhof wurde 1579 von Melchior Ritterl und Hans Maisfelder mit Architekturmalerei und Fensterumrahmungen im Stil der Spätrenaissance geschmückt. Im 1930 zum Restaurant Stiftskeller umgebauten Erdgeschoß finden sich Reste einer architektonischen Bemalung des Harnaschhauses von 1505. | BDA-Hist.: Q38065914 Status: § 2a Stand der BDA-Liste: 2025-06-30 Name: Ansitz, Adeliges Damenstift GstNr.: .458, 401 Adeliges Damenstift, Innsbruck |
| ja    | Datei hochladen | Kleines Riesenhaus HERIS-ID: 39375 Objekt-ID: 39126 TKK: 116251                                                                  | Stiftgasse 2 Standort KG: Innsbruck                    | Das viergeschoßige Eckhaus wurde 1530 anstelle eines Vorgängerbaus aus dem 15. Jahrhundert errichtet und um 1680 vor allem im Inneren umgebaut. Die schmale Giebelfront mit ausgebautem Dachgeschoß ist zur Hofgasse, die breite Seitenfront mit Eingang zur Stiftgasse gerichtet. An der Fassade zur Hofgasse befindet sich zwei Erker sowie ein Fresko von Maria mit Kind und darunter des Hofzwergs Thomele, der im 17. Jahrhundert der Besitzer des Hauses gewesen sein soll. Das Rundbogenportal an der Stiftgasse weist eine Stuckrahmung aus dem 17. Jahrhundert und darüber eine Wappenkartusche des Auftraggebers für den barocken Umbau auf. Im Innen findet sich ein kreuzgewölbter Flur, der zu einer zweiarmige Treppenanlage aus der Zeit um 1680 führt. Die Treppenläufe sind tonnengewölbt, die Podeste mit zarten Kreuzgewölben versehen. Die Flure des ersten und zweiten Obergeschoßes weisen ebenfalls Kreuzgewölbe auf, die Erdgeschoßräume sind durchwegs tonnengewölbt. In jedem Geschoß finden sich profilierte Nagelfluhportale aus der Bauzeit. | BDA-Hist.: Q37988947 Status: Bescheid Stand der BDA-Liste: 2025-06-30 Name: Kleines Riesenhaus GstNr.: .424 Kleines Riesenhaus, Innsbruck |
| ja BW | Datei hochladen | Bürgerhaus HERIS-ID: 39493 Objekt-ID: 39257 TKK: 116253                                                                          | Stiftgasse 3 Standort KG: Innsbruck                    | Das sechsgeschoßige Haus wurde vermutlich im 15./16. Jahrhundert unter Verwendung eines zur Stadtmauer gehörenden Turmes erbaut. An der Fassade zur Stiftgasse befinden sich ein viergeschoßiger Polygonalerker und ein Rundbogenportal, an der Fassade zum Burggraben ein dreiseitiger Polygonalerker und ein Rundbogenportal. Bis zum zweiten Obergeschoß wurde die alte Stadtmauer integriert. Im Inneren haben sich ein Flur mit gratigem Kreuzgewölbe und eine tonnengewölbte, schmale Treppe bis zum zweiten Obergeschoß erhalten. | BDA-Hist.: Q37989732 Status: Bescheid Stand der BDA-Liste: 2025-06-30 Name: Bürgerhaus GstNr.: .460 |
| ja BW | Datei hochladen | Bürgerhaus HERIS-ID: 39494 Objekt-ID: 39258 TKK: 116254                                                                          | Stiftgasse 5 Standort KG: Innsbruck                    | Das im Kern aus dem 15. Jahrhundert stammende fünfgeschoßige Haus ist urkundlich seit 1542 nachweisbar. An der Fassade zur Stiftgasse befinden sich in der Mittelachse ein breiter, viergeschoßiger Polygonalerker und ein Rundbogenportal sowie eine Erdbebenmauer aus Nagelfluhquadern. Die Fassade zum Burggraben weist einen dreigeschoßigen Polygonalerker auf, bis zum ersten Obergeschoß wurde die alte Stadtmauer in den Bau integriert. | BDA-Hist.: Q37989742 Status: Bescheid Stand der BDA-Liste: 2025-06-30 Name: Bürgerhaus GstNr.: .461 |
| ja BW | Datei hochladen | Bürgerhaus HERIS-ID: 39495 Objekt-ID: 39259 TKK: 116255                                                                          | Stiftgasse 7 Standort KG: Innsbruck                    | Das im Kern aus dem 15. Jahrhundert stammende fünfgeschoßige Gebäude ist 1542 erstmals urkundlich belegt. An der Fassade zur Stiftgasse befinden sich ein zweiachsiger Breiterker und ein Rundbogenportal, an der Fassade zum Burggraben ein dreiseitiger Polygonalerker. Bis zum ersten Obergeschoß ist die alte Stadtmauer integriert. Im Inneren sind die Flure im Erdgeschoß und ersten Obergeschoß mit einem Tonnengewölbe und Stichkappen mit Graten versehen. | BDA-Hist.: Q37989753 Status: Bescheid Stand der BDA-Liste: 2025-06-30 Name: Bürgerhaus GstNr.: .464 |
| ja BW | Datei hochladen | Bürgerhaus HERIS-ID: 39496 Objekt-ID: 39260 TKK: 116245                                                                          | Stiftgasse 11 Standort KG: Innsbruck                   | Das im Kern aus dem 16. Jahrhundert stammende fünfgeschoßige Haus wurde urkundlich 1535 erstmals genannt. Die Fassade zur Stiftgasse hat sechs, die geknickte Rückfront zum Burggraben sieben Achsen. Der Eingang erfolgt heute vom Burggraben aus. An der Fassade zur Stiftgasse befinden sich drei Polygonalerker mit halbem Zeltdach und eine teilweise bis über das erste Obergeschoß reichende Erdbebenmauer. | BDA-Hist.: Q37989763 Status: Bescheid Stand der BDA-Liste: 2025-06-30 Name: Bürgerhaus GstNr.: .468 |
| ja BW | Datei hochladen | Bürgerhaus HERIS-ID: 39497 Objekt-ID: 39261 TKK: 116246                                                                          | Stiftgasse 12 Standort KG: Innsbruck                   | Das dreigeschoßige Gebäude über unregelmäßig trapezförmigem Grundriss stammt im Kern aus dem 16. Jahrhundert. An der Hauskante zur Stiftgasse befindet sich ein vierseitiger, bis zum Dachgesims reichender Eckerker. Die Fassade ist mit einer Barockstatue des hl. Florian vom Anfang des 18. Jahrhunderts zwischen den Obergeschoßen und einem Fresko mit dem Gnadenbild Mariahilf in barocker Stuckumrahmung (um 1700) geschmückt. An der nördlichen Hoffront befinden sich ein Korbbogenportal und vier heute vermauerte Arkaden. Im Inneren hat sich im Obergeschoß ein kurzer, tonnengewölbter Flur mit Stichkappen erhalten. | BDA-Hist.: Q37989773 Status: Bescheid Stand der BDA-Liste: 2025-06-30 Name: Bürgerhaus GstNr.: .444 |
| ja BW | Datei hochladen | Bürgerhaus HERIS-ID: 59694 Objekt-ID: 71215 TKK: 116247                                                                          | Stiftgasse 13 Standort KG: Innsbruck                   | Das im Kern aus dem 16. Jahrhundert stammende fünfgeschoßige Haus wurde urkundlich um 1530 erstmals genannt. Es ist mit dem Haus Stiftgasse 15 durch einheitliche Fassadierung und durch einen gemeinsamen Treppenaufgang zusammengefasst. Das Gebäude weist ein stark vorkragendes, gekehltes Traufgesims und drei Fensterachsen auf, von denen die schmälere rechte durchgehend zurücktritt, sodass die beiden linken Achsen einen Vorbau in Art eines Breiterkers bilden. Die Fassade zum Burggraben hat sechs Fensterachsen. | BDA-Hist.: Q38088321 Status: § 2a Stand der BDA-Liste: 2025-06-30 Name: Bürgerhaus GstNr.: .469 |
| ja BW | Datei hochladen | Bürgerhaus HERIS-ID: 55490 Objekt-ID: 64174 TKK: 116248                                                                          | Stiftgasse 15 Standort KG: Innsbruck                   | Das im Kern aus dem 16. Jahrhundert stammende fünfgeschoßige Haus wurde urkundlich um 1530 erstmals genannt. Es ist mit dem Haus Stiftgasse 13 durch einheitliche Fassadierung und durch einen gemeinsamen Treppenaufgang zusammengefasst. Das Haus weist vier Fensterachsen zur Stiftgasse und sechs Fensterachsen zum Burggraben auf. An der Fassade zur Stiftgasse befinden sich ein erkerartiger Vorbau im zweiten Obergeschoß ein dreiseitiger Polygonalerker im dritten Obergeschoß sowie starke Erdbebenstützen. | BDA-Hist.: Q38065920 Status: § 2a Stand der BDA-Liste: 2025-06-30 Name: Bürgerhaus GstNr.: .472 |
| ja BW | Datei hochladen | Bürgerhaus HERIS-ID: 55491 Objekt-ID: 64175 TKK: 116249                                                                          | Stiftgasse 17 Standort KG: Innsbruck                   | Das im Kern aus dem 15. Jahrhundert stammende fünfgeschoßige Gebäude ist 1532 erstmals urkundlich belegt. Die Fassade zur Stiftgasse weist in der Mitte einen starken Erdbebenstützpfeiler und links ein Rundbogenportal mit breiter Laibung auf. Die Fassade zum Burggraben ist neuromanisch gestaltet. Im Inneren haben sich ein kurzer, tonnengewölbter Flur und ein Stück der alten Stadtmauer erhalten. | BDA-Hist.: Q38065928 Status: § 2a Stand der BDA-Liste: 2025-06-30 Name: Bürgerhaus GstNr.: .472 |
| ja    | Datei hochladen | Ansitz Schlandersbergeck HERIS-ID: 55492 Objekt-ID: 64176 TKK: 116250                                                            | Stiftgasse 19 Standort KG: Innsbruck                   | Das 1588 erstmals urkundlich genannte fünfgeschoßige Haus wurde vermutlich im 15. Jahrhundert unter Einbeziehung eines zur Stadtbefestigung gehörenden Turmes errichtet. An der Fassade zur Stiftgasse befindet sich ein Rundbogenportal, darüber ein Medaillon mit dem Gnadenbild Mariahilf und barockem Laubwerk. Die Fassade zum Burggraben weist einen vierseitigen Polygonalerker auf. Bis zum zweiten Obergeschoß wurde der Rest der alten Stadtmauer integriert. Im Inneren haben sich mehrere Rundbogenportale sowie eine tonnengewölbte Steintreppe zum ersten Stock erhalten. | BDA-Hist.: Q38065935 Status: § 2a Stand der BDA-Liste: 2025-06-30 Name: Ansitz Schlandersbergeck GstNr.: .472 Ansitz Schlandersbergeck |
| ja    | Datei hochladen | Czichnahaus HERIS-ID: 46918 Objekt-ID: 49306 TKK: 116252                                                                         | Stiftgasse 23 Standort KG: Innsbruck                   | | BDA-Hist.: Q38024757 Status: Bescheid Stand der BDA-Liste: 2025-06-30 Name: Czichnahaus GstNr.: .477 Czichnahaus, Innsbruck |
| ja    | Datei hochladen | Wandbilder für Innsbrucker Bahnhof von Max Weiler HERIS-ID: 55567 Objekt-ID: 64273 TKK:                                          | Südtiroler Platz 5 Standort KG: Innsbruck              | Die beiden Wandbilder von Max Weiler aus dem Jahr 1954 zeigen das traditionelle Innsbruck und die Gegenwart Innsbrucks. Sie befanden sich an den gegenüberliegenden Schmalseiten der nach dem Zweiten Weltkrieg neu gebauten Bahnhofshalle des Hauptbahnhofs. Sie wurden vor dessen Abriss in einem Stück abgenommen und in den 2001–2004 errichteten Neubau integriert. | BDA-Hist.: Q38066241 Status: Bescheid Stand der BDA-Liste: 2025-06-30 Name: Wandbilder für Innsbrucker Bahnhof von Max Weiler GstNr.: 468/5, .820 |
| ja    | Datei hochladen | Uhrturmgebäude des alten Hauptbahnhofes HERIS-ID: 103075 Objekt-ID: 119531 TKK: 52050                                            | Südtiroler Platz 3 Standort KG: Innsbruck              | Das Uhrturmgebäude bildete den nördlichen Abschluss des 1924–1927 errichteten Bahnhofsgebäudes und überstand sowohl dessen Zerstörung im Zweiten Weltkrieg als auch den Bahnhofsneubau 2001–04. Das dreigeschoßige, symmetrisch aufgebaute Gebäude in der Sichtachse der Brixner Straße hat ein hohes Walmdach mit einem mittig sitzenden Uhrturm. Die einzelne Bauteile im Pavillonsystem sind durch vorgelagerte Arkaden verbunden. | BDA-Hist.: Q37793352 Status: Bescheid Stand der BDA-Liste: 2025-06-30 Name: Uhrturmgebäude des alten Hauptbahnhofes GstNr.: .1618 Innsbruck Hauptbahnhof, Uhrturmgebäude                                                                                             |
| ja    | Datei hochladen | Zinsvilla mit Einfriedung HERIS-ID: 55585 Objekt-ID: 64294 TKK: 116256                                                           | Tschurtschenthalerstraße 5 Standort KG: Innsbruck      | | BDA-Hist.: Q38066360 Status: § 2a Stand der BDA-Liste: 2025-06-30 Name: Zinsvilla mit Einfriedung GstNr.: 602/7 Tschurtschenthalerstraße 5, Innsbruck |
| ja    | Datei hochladen | Villa HERIS-ID: 46428 Objekt-ID: 48443 TKK: 116257                                                                               | Tschurtschenthalerstraße 6 Standort KG: Innsbruck      | | BDA-Hist.: Q38021476 Status: Bescheid Stand der BDA-Liste: 2025-06-30 Name: Villa GstNr.: .947 Tschurtschenthalerstraße 6, Innsbruck |
| ja    | Datei hochladen | Seminar, Canisianum mit Kirche und Einfriedung HERIS-ID: 55586 Objekt-ID: 64295 TKK: 116258                                      | Tschurtschenthalerstraße 7 Standort KG: Innsbruck      | → Hauptartikel : Canisianum (Innsbruck) f1 | BDA-Hist.: Q686153 Status: § 2a Stand der BDA-Liste: 2025-06-30 Name: Seminar, Canisianum mit Kirche und Einfriedung GstNr.: 602/11 Canisianum, Innsbruck |
| ja    | Datei hochladen | Neues Stift, Volkskunstmuseum HERIS-ID: 55512 Objekt-ID: 64197 TKK: 83601                                                        | Universitätsstraße 2 Standort KG: Innsbruck            | Das östlich an die Hofkirche anschließende Neue Stift wurde 1553–1565 unter Einbeziehung älterer Bauteile errichtet und 1688 und 1719/20 barock umgebaut. Seit 1924 ist in dem Gebäude das Tiroler Volkskunstmuseum untergebracht. Die Gebäudeflügel umgeben einen früher als Kreuzgang dienenden Arkadenhof. Die Hauptfassade an der Universitätsstraße sowie ein Teil der Ostfassade an der Angerzellgasse wurden 1719/20 monumental gestaltet. Im Ostflügel liegt die Haupttreppe von 1688 im Renaissancestil. | BDA-Hist.: Q38065992 Status: § 2a Stand der BDA-Liste: 2025-06-30 Name: Neues Stift, Volkskunstmuseum GstNr.: .637 Neues Stift (Innsbruck) |
| ja    | Datei hochladen | Ehem. Palais Wolkenstein HERIS-ID: 46291 Objekt-ID: 48026 TKK: 116266                                                            | Universitätsstraße 3 Standort KG: Innsbruck            | Mehrere gotische Häuser wurden 1613 zusammengefasst und 1712 zum Palais Wolkenstein ausgebaut, das im 19. Jahrhundert nochmals umgestaltet wurde. Die Fassade zur Universitätsstraße ist barockisierend gestaltet, im Erdgeschoß befinden sich pilastergegliederte hölzerne Geschäftsfronten aus der Zeit um 1900, dahinter haben sich teilweise noch spätgotische Kreuzgewölbe aus dem 16./17. Jahrhundert erhalten. | BDA-Hist.: Q38020406 Status: Bescheid Stand der BDA-Liste: 2025-06-30 Name: Ehem. Palais Wolkenstein GstNr.: .777/1, .778, .779/1, .780 Palais Wolkenstein, Innsbruck                                                                                                |
| ja    | Datei hochladen | Jesuitenkolleg, Nicolai- und Josefshaus HERIS-ID: 55515 Objekt-ID: 64200 TKK:                                                    | Universitätsstraße 8 Standort KG: Innsbruck            | Das Nikolaihaus wurde im 16. Jahrhundert als Studentenkonvikt der Jesuiten erbaut und im 19. Jahrhundert umgebaut und aufgestockt. | BDA-Hist.: Q38066023 Status: § 2a Stand der BDA-Liste: 2025-06-30 Name: Jesuitenkolleg, Nicolai- und Josefshaus GstNr.: .647/1 Jesuitenkolleg Innsbruck, Nicolai- und Josefshaus                                                                                     |
| ja    | Datei hochladen | Bürgerhaus HERIS-ID: 39498 Objekt-ID: 39262 TKK: 116259                                                                          | Universitätsstraße 10 Standort KG: Innsbruck           | Das 1587 erstmals urkundlich erwähnte Haus stammt im Kern aus dem 16. Jahrhundert. Das viergeschoßige Eckhaus zur Sillgasse weist an beiden Fassaden und an der Kante Polygonalerker auf, an der Universitätsstraße befindet sich ein Rundbogenportal. Im Inneren haben sich ein tonnengewölbter Erdgeschoßflur mit teils gratigen Stichkappen, die Kreuzgewölbe bilden sowie eine gemauerte, tonnengewölbte Wendeltreppe erhalten. | BDA-Hist.: Q37989784 Status: Bescheid Stand der BDA-Liste: 2025-06-30 Name: Bürgerhaus GstNr.: .665 Universitätsstraße 10, Innsbruck |
| ja    | Datei hochladen | Bürgerhaus HERIS-ID: 39499 Objekt-ID: 39263 TKK: 116260                                                                          | Universitätsstraße 13 Standort KG: Innsbruck           | Das im Kern aus dem 16./17. Jahrhundert stammende Gebäude wurde um 1800 umgebaut. Das viergeschoßige Eckhaus mit Satteldach weist an der Hauptfassade zwei bis zum Dachgesims reichende Breiterker auf. In der Mittelachse befindet sich ein Korbbogenportal, die Tür ist im Zopfstil gestaltet. Die Obergeschoße sind durch kannelierte Pilaster gegliedert. Im Inneren befindet sich ein breiter, tonnengewölbter Erdgeschoßflur mit einzelnen Stichkappen. | BDA-Hist.: Q37989793 Status: Bescheid Stand der BDA-Liste: 2025-06-30 Name: Bürgerhaus GstNr.: .772 Universitätsstraße 13, Innsbruck |
| ja    | Datei hochladen | Bürgerhaus HERIS-ID: 39500 Objekt-ID: 39264 TKK: 116261                                                                          | Universitätsstraße 14 Standort KG: Innsbruck           | Das 1569 erstmals urkundlich erwähnte Gebäude stammt im Kern aus dem 16. Jahrhundert und entstand in der heutigen Form durch die Vereinigung zweier mindestens bis 1622 bestehender separater Häuser. Die Fassade aus dem 18. Jahrhundert ist mit Breiterkern, geohrten Fensterrahmungen und Friesen gegliedert. Das Innere weist einen durchgehenden, tonnengewölbter Erdgeschoßflur mit Stichkappen und eine einarmige, gewendelte Treppe auf. | BDA-Hist.: Q37989802 Status: Bescheid Stand der BDA-Liste: 2025-06-30 Name: Bürgerhaus GstNr.: .667 |
| ja    | Datei hochladen | Ehem. Pflanzgartenmauer/Östliche Begrenzungsmauer HERIS-ID: 46394 Objekt-ID: 48377 TKK: 116262                                   | Universitätsstraße 15 Standort KG: Innsbruck           | Die 1578 errichtete bogenförmige Mauer begrenzt den ehemaligen Pflanzgarten des Hofgartens. Ursprünglich bestand die Mauer bis zu einer Höhe von rund 2,5 Metern aus unregelmäßigem Mauerwerk und darüber einer rund einen Meter hohen verputzten Aufmauerung aus Ziegeln. Der nördliche Teil des Mauerbogens ist an der Außenseite gänzlich verputzt, die historische Mauerhöhe ist an einem Rücksprung der Aufmauerung erkennbar. | BDA-Hist.: Q38021138 Status: Bescheid Stand der BDA-Liste: 2025-06-30 Name: Ehem. Pflanzgartenmauer/Östliche Begrenzungsmauer GstNr.: 591 Innsbruck Hofgarten/Pflanzgartenmauer                                                                                      |
| ja    | Datei hochladen | Bürgerhaus HERIS-ID: 39501 Objekt-ID: 39265 TKK: 116263                                                                          | Universitätsstraße 20 Standort KG: Innsbruck           | Das viergeschoßige Giebelhaus mit Satteldach stammt im Kern aus dem 16. Jahrhundert. An der Fassade befinden sich ein dreigeschoßiger Breiterker, der von Volutenkonsolen über neuzeitlichen Pilastern abgestützt wird, ein Rundbogenportal, und an der Brüstung des zweiten Erkergeschoßes ein gemaltes Mariahilfbild in rechteckigem Rahmen. Im Inneren haben sich ein tonnengewölbter Erd- und Obergeschoßflur mit Stichkappen erhalten. | BDA-Hist.: Q37989813 Status: Bescheid Stand der BDA-Liste: 2025-06-30 Name: Bürgerhaus GstNr.: .670 |
| ja    | Datei hochladen | Palais Enzenberg HERIS-ID: 39502 Objekt-ID: 39266 TKK: 116264                                                                    | Universitätsstraße 22 Standort KG: Innsbruck           | Das Palais Tannenberg-Enzenberg wurde zwischen ca. 1690 und 1744 anstelle zweier gotischer Bürgerhäuser erbaut und besteht heute noch aus zwei Häusern, die sich in der Fassadierung und im Grundriss deutlich voneinander unterscheiden. Das Attikageschoß wurde im 19. Jahrhundert ausgebaut. Der westliche Teil hat ein rustiziertes Erdgeschoß, ein wuchitges, von Säulen flankiertes Portal und ein stark hervortretendes Traufgesims mit Konsolenkranz. Im Inneren hat sich die barocke Ausgestaltung weitgehend erhalten, im zweiten Obergeschoß befindet sich ein großer, die ganze Tiefe des Hauses einnehmender Saal mit reicher barocker Wand- und Deckendekoration, die um 1740 von Christoph Anton Mayr geschaffen wurde. Der östliche Teil mit etwas schlichterer Fassade, kreuzgewölbter Halle im Erdgeschoß und eigenem Treppenhaus wurde im Inneren großteils umgestaltet. Die Götter- und Atlantenstatuen im Treppenhaus wurden 1719–1725 von Ingenuin Lechleitner geschaffen. | BDA-Hist.: Q37989824 Status: Bescheid Stand der BDA-Liste: 2025-06-30 Name: Palais Enzenberg GstNr.: .671 |
| ja    | Datei hochladen | Wolkenstein'sches Damenstift HERIS-ID: 39503 Objekt-ID: 39267 TKK: 116265                                                        | Universitätsstraße 23 Standort KG: Innsbruck           | | BDA-Hist.: Q37989834 Status: Bescheid Stand der BDA-Liste: 2025-06-30 Name: Wolkenstein'sches Damenstift GstNr.: .766 |
| ja    | Datei hochladen | Bürgerhaus Sillbach HERIS-ID: 39504 Objekt-ID: 39268 TKK: 116267                                                                 | Universitätsstraße 32 Standort KG: Innsbruck           | | BDA-Hist.: Q37989843 Status: Bescheid Stand der BDA-Liste: 2025-06-30 Name: Bürgerhaus Sillbach GstNr.: .676 Haus Sillbach, Innsbruck |
| ja    | Datei hochladen | Widum hl. Nikolaus HERIS-ID: 87722 Objekt-ID: 102148 TKK: 116271                                                                 | Weiherburggasse 2 Standort KG: Innsbruck               | | BDA-Hist.: Q37721278 Status: § 2a Stand der BDA-Liste: 2025-06-30 Name: Widum hl. Nikolaus GstNr.: .18 |
| ja    | Datei hochladen | Mauer der landesfürstlichen Glocken- und Geschützgießerei HERIS-ID: 94407 Objekt-ID: 109561 TKK: 116274                          | gegenüber Weiherburggasse 5, 7 Standort KG: Innsbruck  | Die rund 80 m lange und 2,5 bis 3 m hohe Mauer an der Weiherburggasse mit zwei Rundbogenportalen ist der erhaltene Rest der seit 1503 nachweisbaren und 1854 geschlossenen Gießerei Büchsenhausen, in der neben Glocken und Kanonen auch einige Statuen für das Grabmal Kaiser Maximilians I. in der Hofkirche gegossen wurden. Eine Bronzetafel an der Mauer erinnert an die frühere Gießerei. | BDA-Hist.: Q37764346 Status: § 2a Stand der BDA-Liste: 2025-06-30 Name: Mauer der landesfürstlichen Glocken- und Geschützgießerei GstNr.: 1013 Mauer der landesfürstlichen Glocken- und Geschützgießerei                                                             |
| ja    | Datei hochladen | Ferrarischule, ehem. Palais Ferrari mit Portierswohnung und Einfriedungsmauer HERIS-ID: 55574 Objekt-ID: 64280 TKK: 35165        | Weinhartstraße 4 Standort KG: Innsbruck                | → Hauptartikel : Ferrarischule f1 | BDA-Hist.: Q1407788 Status: Bescheid Stand der BDA-Liste: 2025-06-30 Name: Ferrarischule, ehem. Palais Ferrari mit Portierswohnung und Einfriedungsmauer GstNr.: .689, .1166, 485, 487                                                                               |
| ja BW | Datei hochladen | Verwaltungsgebäude HERIS-ID: 55568 Objekt-ID: 64274 TKK: 116277                                                                  | Wilhelm-Greil-Straße 9 Standort KG: Innsbruck          | | BDA-Hist.: Q38066251 Status: § 2a Stand der BDA-Liste: 2025-06-30 Name: Verwaltungsgebäude GstNr.: .592 |
| ja    | Datei hochladen | Maximilianisches Zeughaus HERIS-ID: 39505 Objekt-ID: 39269 TKK: 24183                                                            | Zeughausgasse 1 Standort KG: Innsbruck                 | Das Zeughaus wurde 1500–1506 unter Maximilian I. an der Sill außerhalb der Stadt errichtet. Der Bau besteht aus zwei 80 × 10 m großen, zweigeschoßigen Flügelbauten und zwei schmalen Tor- und Verbindungstrakten, die einen großen Innenhof umschließen. In den offenen Erdgeschoßhallen waren die Geschütze untergebracht, im Obergeschoß das restliche Kriegsgerät. Seit 1973 dient das Zeughaus als Landeskundliches Museum und Zweigstelle des Ferdinandeums. | BDA-Hist.: Q196954 Status: Bescheid Stand der BDA-Liste: 2025-06-30 Name: Maximilianisches Zeughaus GstNr.: 523/1 Zeughaus, Innsbruck |
| ja    | Datei hochladen | Hotel Clima HERIS-ID: 64021 Objekt-ID: 76713 TKK: 28311                                                                          | Zeughausgasse 7 Standort KG: Innsbruck                 | Das Hotel wurde 1946/47 als einer der ersten Nachkriegs-Neubauten in Innsbruck nach Plänen von Ernst Hiesmayr errichtet. 1962/63 wurde es um einen östlichen Anbau erweitert. 2008 wurde das Gebäude restauriert und für Wohnzwecke adaptiert. Die Hauptfassade des fünfgeschoßigen Gebäudes weist erkerartig vorstehende Fenster auf, die in drei verschieden große Kompartimente unterteilt sind. Das Mosaik an der Südfassade wurde 1957 von Max Weiler geschaffen. Der rot-weiße und im Zuge der Auflassung des Hotels abgeänderte Schriftzug „clima Hotel“ an der südwestlichen Ecke wurde von Otl Aicher entworfen. | BDA-Hist.: Q38105059 Status: Bescheid Stand der BDA-Liste: 2025-06-30 Name: Hotel Clima GstNr.: 517/1 Hotel Clima |
| ja BW | Datei hochladen | Miethaus HERIS-ID: 39506 Objekt-ID: 39270 TKK: 116279                                                                            | Zeughausgasse 10 Standort KG: Innsbruck                | Das viergeschoßige, horizontal abgeschlossene Miethaus wurde 1900–1902 nach Plänen von Karl Pfurtscheller erbaut. Die Fassade zur Straße ist mit reichem Dekor, Putzoberflächen, Pilastern, Gesimsen, Fensterbekrönungen und Lambrequins in neobarocken Formen gegliedert. Das zweckmäßige Innere wird durch eine einarmige, gewendelte Treppe erschlossen. | BDA-Hist.: Q37989859 Status: Bescheid Stand der BDA-Liste: 2025-06-30 Name: Miethaus GstNr.: .1169 |